# Renesance

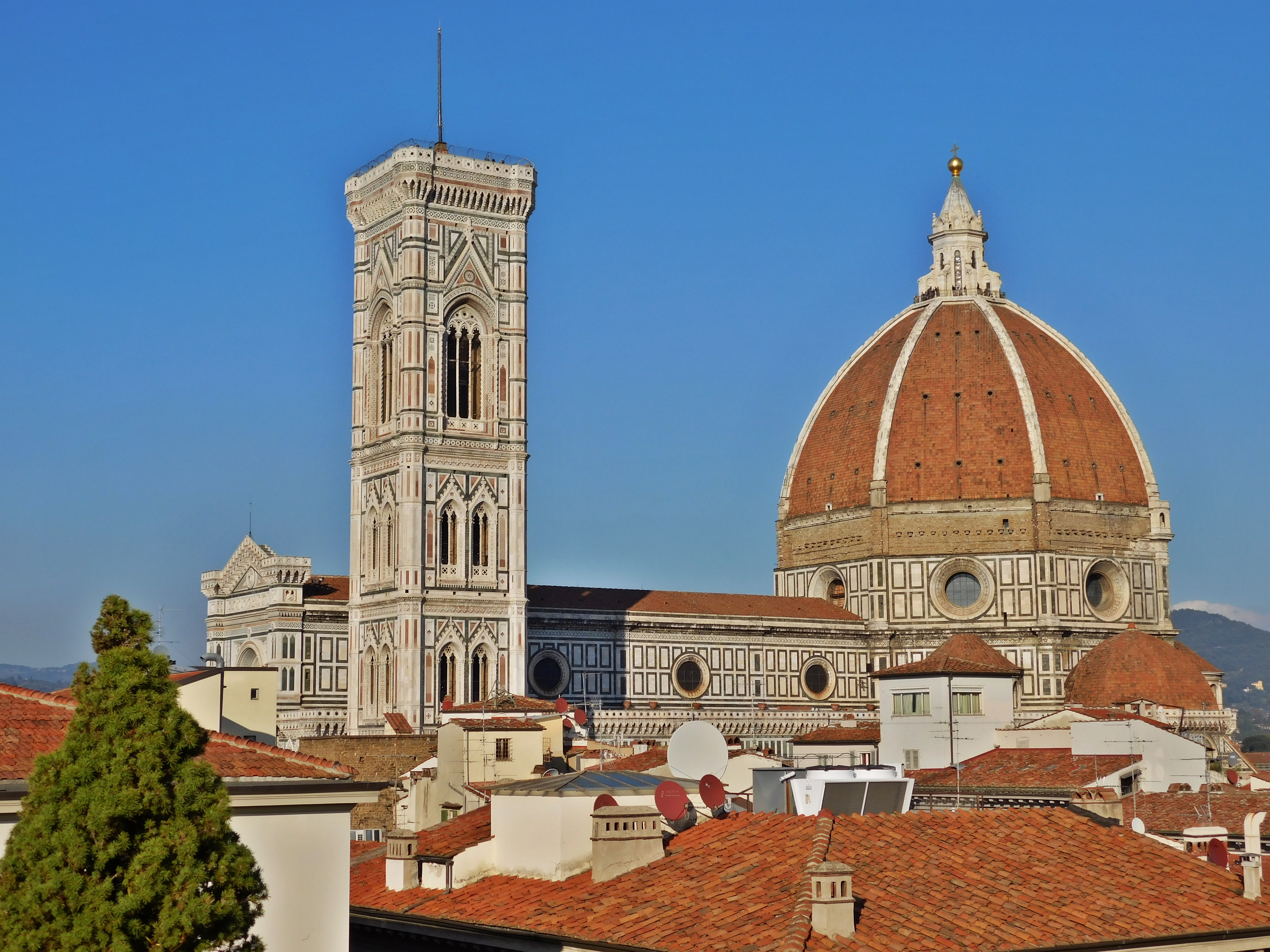
Dóm ve Florencii – Brunelleschiho kopule je jednou z prvních a zároveň nejznámějších renesančních staveb, byla postavena v letech 1420–1434

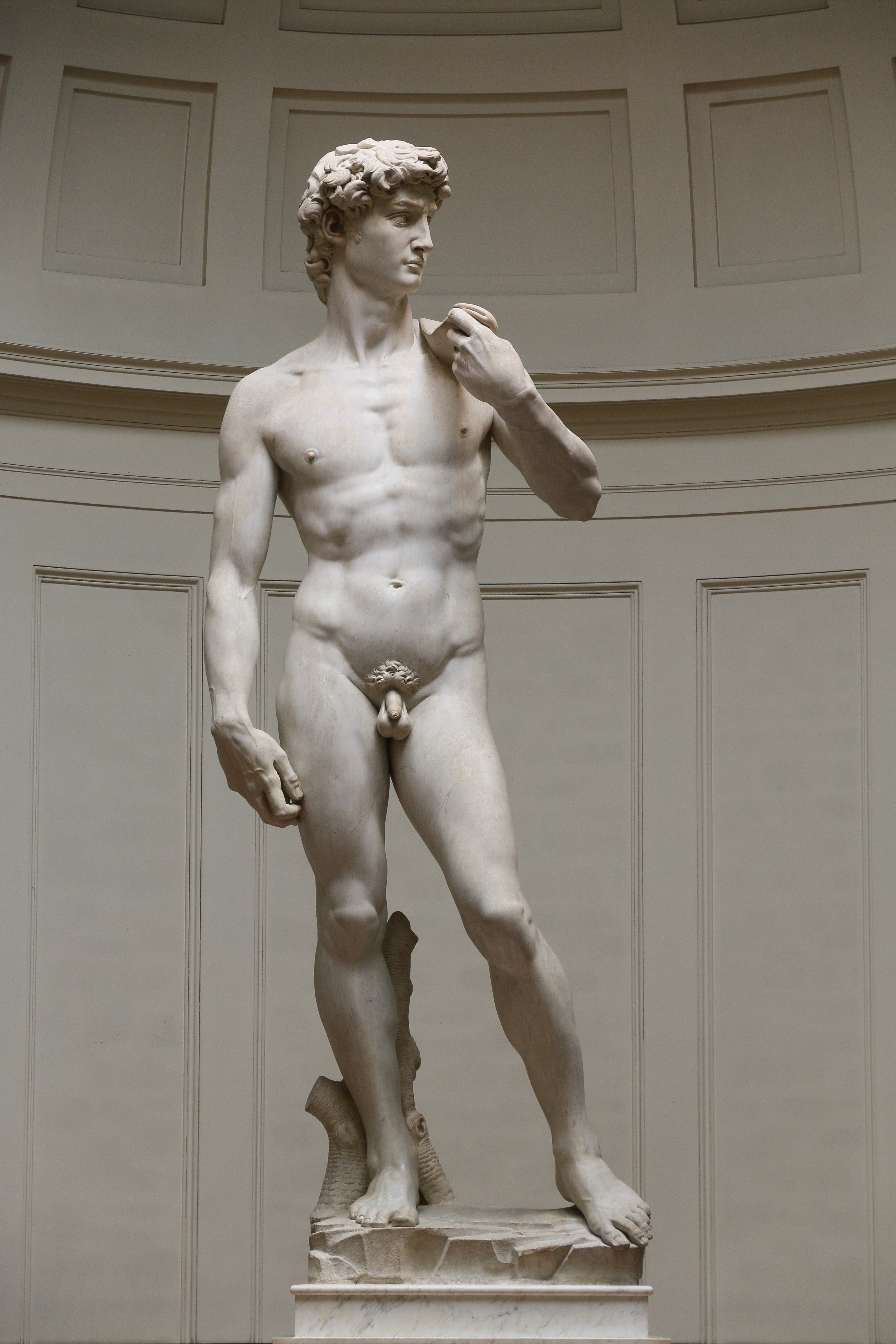
Michelangelův David, vytesaný v letech 1501–1504, je jedním z proslulých děl renesančního sochařství

Renesance (též renezance) je evropský umělecký sloh, který se rozšířil z Itálie a trval přibližně od 14. století do počátku 17. století. Výrazu se užívá také pro tuto historickou epochu jako celek. Renesance navazuje na středověk a završuje ho, současně se však vůči vrcholně středověkým fenoménům, zejména vůči scholastice a gotickému slohu, vymezuje. Ekonomický rozvoj západní a jižní Evropy umožnil v tomto období rozkvět umění, především malířství, sochařství a architektury. Renesance a s ní související humanismus však ovlivnily také dobovou filosofii, hudbu, přírodní vědy a četné další oblasti.
Výraz „znovuzrození“ („rinascenza“) byl poprvé užit pro období rozkvětu hospodářství, umění a vědy italským historikem Giorgiem Vasarim v roce 1550. Výraz „renesance“ („renaissance“) je pak francouzský překlad užitý francouzským historikem Julesem Micheletem a dále rozšířený švýcarským historikem umění Jacobem Burckhardtem v 19. století. Burckhardt považoval renesanci za přelom v lidských dějinách, konec středověku a počátek moderní doby s její vědeckostí a důrazem na samostatnost individua. Burckhardtova vlivná koncepce byla od té doby vyvrácena navazujícími historiky a kritiky, v obecném povědomí však přežívá představa renesance jako návratu k antické vzdělanosti a odklonu od „středověkého tmářství“ a náboženského myšlení. Náboženství však hrálo v renesančním období stejně významnou roli jako ve středověku, přičemž začal být kladen větší důraz na osobní prožitek (především v rámci hnutí nové zbožnosti) a později také na snahy o proměnu církevního života. Reformace a protireformace v 16. století probíhaly souběžně s poslední fází renesance, kdy Evropu zasáhly náboženské války.
V myšlenkové oblasti se renesanční myšlení pokoušelo vymezit především vůči scholastice vrcholného středověku a převládajícím univerzitním disciplínám jako lékařství nebo právo. Důraz měl být namísto toho kladen na rozvíjení ducha a lidského individua pomocí humanitních věd jako filologie, gramatika, etika, rétorika či poetika. Středověké komentáře ke klasickým dílům byly odsunuty stranou ve prospěch přímého zkoumání původních děl, často nově objevených nebo získaných. Heslo „ad fontes“ („k pramenům“) velelo nejen k obrácení se k originálům antických prací, ale též k návratu k církevním otcům a ke středověkým filosofickým směrům před nástupem scholastiky. Aristotelskou filosofii, která dominovala ve středověku, vystřídalo na místě hlavního inspiračního zdroje Platónovo myšlení a novoplatonismus, s čímž se pojil významnější dualismus ducha a těla (s důrazem na nadřazenost ducha) a rozšíření hermetismu, astrologie a alchymie.
K nejvlivnějším spisovatelům řazeným k renesanci patřili na jejím počátku italští autoři Giovanni Boccaccio a Francesco Petrarca, později pak Niccolò Machiavelli nebo Ludovico Ariosto. Ve Francii působil básník Pierre de Ronsard a prozaik François Rabelais, k velkým jménům nizozemského renesančního myšlení se přiřadil humanista Erasmus Rotterdamský. Dalšími význačnými badateli a mysliteli byli Leonardo da Vinci, Marsilio Ficino, anatom Andreas Vesalius, na sklonku renesance pak Francis Bacon a astronomové jako Mikuláš Koperník nebo Galileo Galilei. Do výtvarného umění vnesla renesance nové podněty jako olejomalba, portrétní malba či krajinomalba. V Itálii ji reprezentuje Giotto, Michelangelo, Leonardo da Vinci, Tizian, Raffael Santi a četní další, v Nizozemsku pak například Jan van Eyck a v Německu Albrecht Dürer. Sochařství, v renesanci obohacené o tvorbu samostatně stojících soch, ovlivnil kromě Michelangela také Donatello. Renesanční architektura, v níž se nejsilněji projevil odpor ke „germánské“ gotice a inspirace klasickou řeckou a římskou antikou, je spojována se jmény Filippo Brunelleschi, Leon Battista Alberti či Andrea Palladio.
Ve 20. století se výraz renesance začal užívat i pro jiná dějinná období, která se vyznačovala ekonomickým a kulturním rozkvětem – po zavedení spojení karolínská renesance (8. a 9. století, chápaná jako výsledek „řady malých renesancí“ po roce 680) vstoupila do historiografie také renesance 10. století, renesance 12. století a další. Jacques Le Goff hovoří o 10. až 14. století jako období víceméně kontinuálního rozvoje západní Evropy, kdy zapouští kořeny „hlubší a delší renesance“. Dále je výraz užíván ve spojení s národními procesy v tomto období, například anglická renesance, italská renesance a další, a v přeneseném významu pro jakýkoliv kulturní či jiný rozkvět (například harlemská renesance v černošské literatuře 20. století).

## Charakteristika renesance

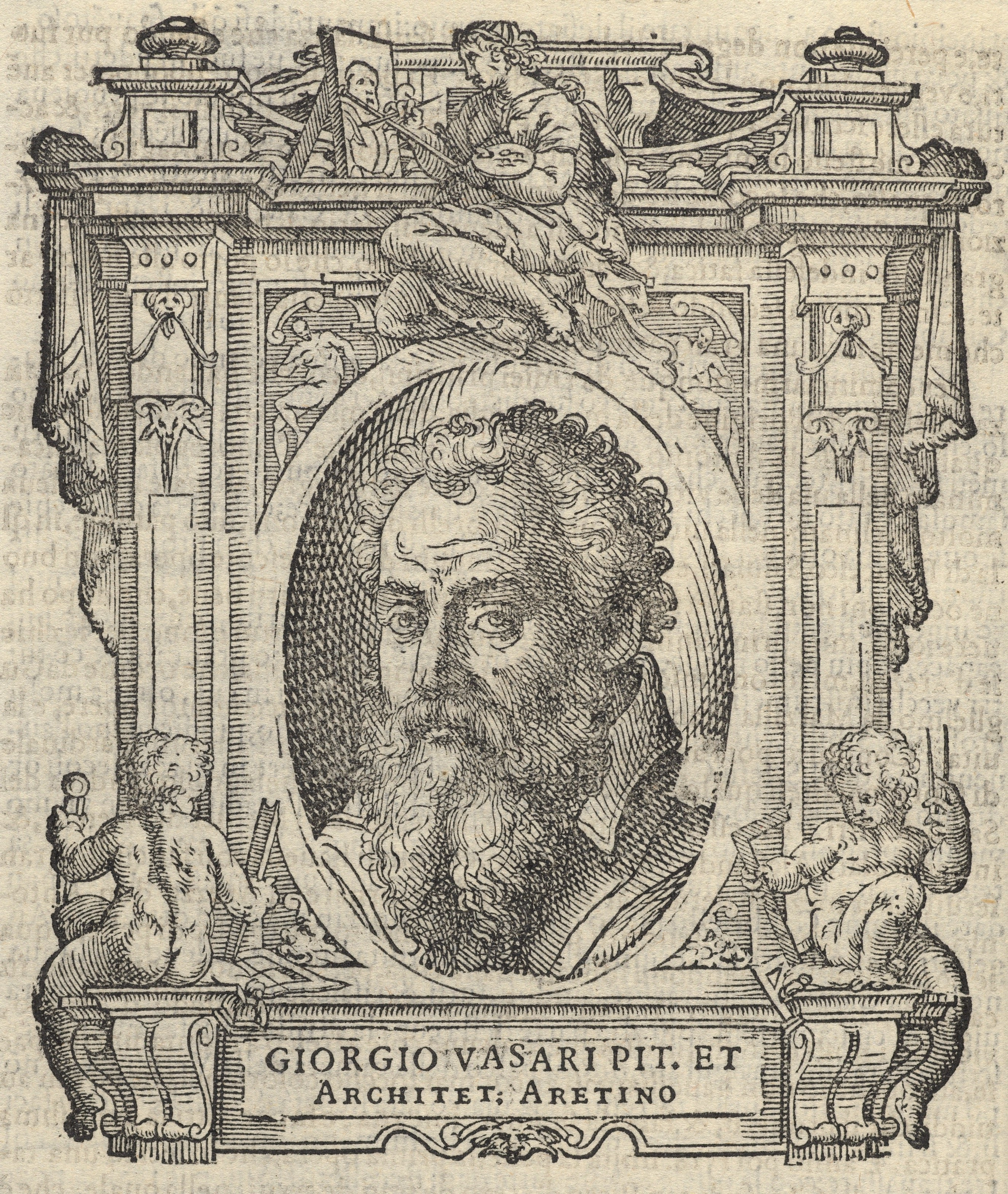
Humanistický učenec Giorgio Vasari (1511–1574) na vyobrazení z roku 1568; svými texty o dějinách umění dal vzniknout myšlence chápat renesanci jako ucelený sloh

Pohled na renesanci se v historii proměňoval a její jednoznačná charakterizace je, i vzhledem k délce jejího trvání, nesnadná, zejména ve vztahu ke středověku. Sami renesanční a humanističtí myslitelé se od svých bezprostředních předchůdců někdy distancovali, jindy na ně otevřeně či skrytě navazovali. Vlivný historik renesance Jacob Burckhardt, autor knihy Kultura renesance v Itálii (1860), spolu se svými mnoha následovníky v 19. století pak chápal renesanci jako zásadní opuštění středověkých tradic a hodnot a první fázi moderní éry. V historiografii 20. století se nicméně objevil nový pohled na renesanci jako na přirozené završení středověku. Kritika Burkhardtových pozic vzešla zejména ze skutečnosti, že základní kameny renesanční kultury (náboženství, právo, věda) byly ve své podstatě stále středověké, a dále z faktu, že i před „velkou renesancí“ se periodicky objevovaly podobné éry rozkvětu (karolínská renesance, renesance 12. století). Medievalisté jako George Sarton nebo Lynn Thorndike se ostře postavili proti zažitým a přetrvávajícím konotacím středověku jako špatného a temného a renesance jako dobré a osvícené; významný historik Jacques Le Goff pak dokonce prosazoval, vzhledem ke kontinuitě myšlení, koncepci „dlouhého středověku“ trvajícího až do 18. století.
Renesance a veškeré její výdobytky v oblasti umění a myšlení byly záležitostí především společenských elit: šlechty, duchovenstva a vzmáhajícího se měšťanstva. Přestože možnosti přístupu ke vzdělání a uměleckým dílům postupně rostly, většina venkovského obyvatelstva zůstávala negramotná, pěstovala vlastní lidovou kulturu a způsob jejich života se od středověkého výrazněji nelišil.

### Odmítnutí gotiky a „návrat k pramenům“
Výrazným charakteristickým rysem renesance bylo, zvláště v Itálii, odmítání dosavadních vrcholně středověkých postupů a návrat ke starší tradici. Tento pohled se uplatňoval zejména v umění. Humanističtí učenci a tvůrcové, například historik umění Giorgio Vasari (1511–1574) nebo architekt Filarete (1400–1469), se vyjadřovali pohrdavě o gotickém („germánském“) a byzantském („řeckém“) slohu. Inspirace antikou byla nejzřetelnější v architektuře, a to především v Itálii, kde gotická architektura nikdy pevně nezakořenila. Malířství či hudba možnost napodobovat postrádaly. Ke starověkým vzorům se sice hlásily, avšak pouze prostřednictvím analogie s básnickou tvorbou, prací s teoretickými díly, jako byla Ptolemaiova Harmonie, či opakováním námětů slavných antických tvůrců, kupříkladu řeckého malíře Apella, o jehož dílech se dochovaly pouze zmínky. I přes proklamované zavržení vrcholně středověkého vývoje byla ve skutečnosti renesance i v umění syntézou prvků antických, gotických a zcela svébytných.

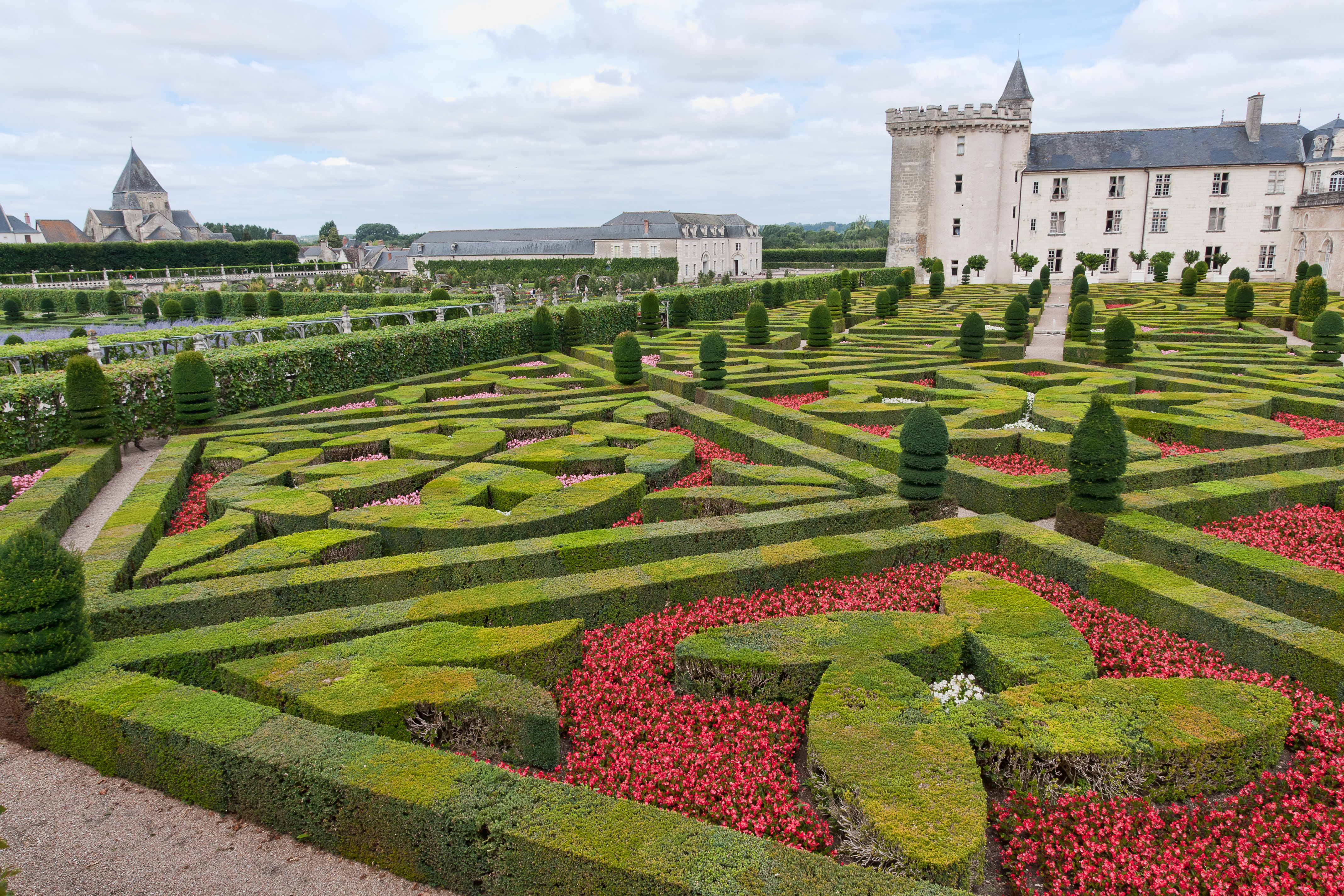
Renesanční zámek Villandry a jeho zahrada (dokončeno roku 1536)

V literatuře a filosofii byla situace nejsložitější. Pod heslem „ad fontes“ („k pramenům“) se renesanční učenci obraceli k latinským, řeckým a hebrejským textům v originální podobě. To bylo provázeno snahou o získání starých rukopisů. Tato tendence byla ještě posílena po pádu Konstantinopole v roce 1453, kdy se část učenců i rukopisů přesunula do Itálie. Do evropské kultury se vrátila část opomíjených děl: některé Ciceronovy řeči a Plautovy komedie, Lucretiův epos O přírodě a četná další díla. Kromě klasické antiky se zkoumala a napodobovala také pozdní antika a texty z období patristiky (církevní otcové) a filosofie 12. století před vzestupem scholastiky (Jan ze Salisbury, Chartreská škola). V rámci filologických zkoumání začaly vznikat tříjazyčné koleje (latinsko-řecko-hebrejské) – roku 1518 byla založena kolej v rámci Lovaňské univerzity, roku 1530 samostatně v Paříži. Díky překladům získali poté k řeckým textům přístup také myslitelé bez znalosti původního jazyka.

### Nové umělecké techniky a žánry
Všechny umělecké směry byly v renesanci inovovány nově objevenými a rozšířenými technikami, k proměně umění přispělo také ustanovení nových žánrů. Do výtvarného umění vstoupila olejomalba, dřevořez a mědiryt. Začala se užívat pravidla lineární perspektivy, k novým žánrům patřila podobizna, později i krajina a zátiší. Sochařství začalo využívat nové metody odlévání z bronzu a vytváření samostatně stojících soch, jako jsou například jezdecké sochy nebo busty. Architektura byla ovlivněna odmítáním gotických zásad stavitelství, napodobováním řeckých a římských prvků (sloupy, štíty) a urbanistickým plánováním. Literaturu a její šíření pak značně proměnil vynález pohyblivého tiskařského lisu, který se z Německa a Nizozemí rychle rozšířil do zbytku Evropy, včetně Itálie, a pěstování žánrů jako tragédie, komedie či pastorála.

### Renesance v umění

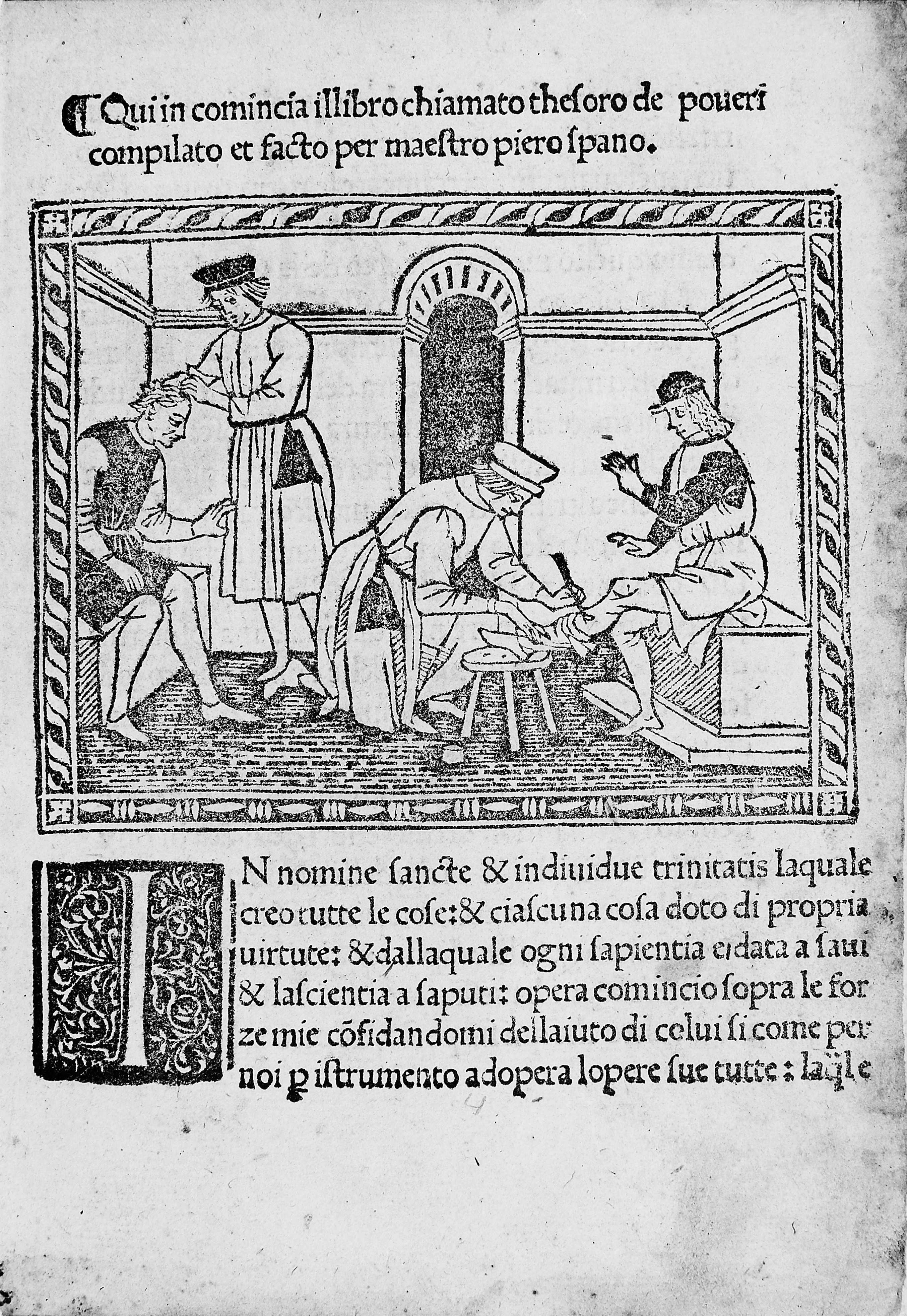
V průběhu renesance došlo k rozšíření knihtisku – na obrázku inkunábule florentského medicínského spisu, asi z roku 1497

Jedním z rysů, který bývá renesanci často přisuzován, je realismus. Nebylo by ovšem namístě hledat podobnost s realismem, který se jako umělecký směr se však objevil ve výtvarném umění a v literatuře až počátkem 19. století. V renesanční tvorbě lze nalézt pouze realistické prvky bez hlubšího ideologického zakotvení. Proti středověkým obrazům se například lze setkat s „realismem všedního dne“, tedy vyobrazováním každodenních předmětů a činností, v renesanci nejčastěji na pozadí náboženských výjevů. Současníky však nebyly tyto detaily vnímány jako žánrová vyobrazení či zátiší, což byly žánry, které se rozvinuly později, nýbrž jako ornamenty či symboly vyplňující jinak prázdný prostor. V literárních textech se tato realističnost projevuje v oblibě novely (především pod vlivem Giovanniho Boccaccia (1313–1375)) a komedie (pod vlivem nově nalezených a přeložených komedií Plautových a Terentiových), které zachycují události v lidovém prostředí.
Kritici spojování realismu a renesance uvádějí, že nápodoba přírody je charakteristická pro všechna období uměleckých dějin a nové způsoby zobrazení v renesanci (například užívání lineární perspektivy) jsou pouze novými konvencemi. Zdá se však, že renesanční společnost byla skutečně více nakloněna výtvarnému umění, které zobrazuje věci tak, jak se jeví, bez výraznější stylizace – dobové prameny se vyjadřují negativně o umělcích, kteří pravidla mimeze porušovali. V literatuře požadavkům realismu v té podobě, jak byly později formulovány v 19. století, odporoval koncept „dekora“, tedy spojení stylu a tématu – vznešená témata jako mytologické příběhy nebo osudy urozených měla být v renesanci zpracovávána ve velkolepém, okázalém stylu, zatímco pro střední a nižší témata jako život obyčejných lidí byl vyhrazen jazyk jednoduchý a obyčejný. Toto rozdělení později vyvrcholilo v klasicismu, kdy bylo spojení tématu a stylu ještě přísnější.

### Sekularizace a role náboženství
Podle starších interpretací byly v renesanci opuštěny dosavadní závazky a jistoty náboženského systému. Lze se dokonce setkat, například u romantizujícího Ernesta Renana v 19. století a na něj navazujících myslitelů, s popisem renesance a humanismu jako návratu k světské pohanské morálce a počátku moderního sekularismu a ateismu. Historik Lucien Febvre nicméně upozornil, že nevíra v Boha byla pro renesančního člověka nemyslitelnou a označování za ateistu se objevovalo spíše jako zásadní obvinění vůči nepřátelům – Rabelais (1483 až 1494 – 1553) takto osočil Scaligera (1484–1558), zatímco Erasmus Rotterdamský (1466–1536) byl obviněn Doletem (1509–1546), který byl později sám za údajný ateismus upálen. Jako příklady vyostřeného renesančního humanismu bývají uváděni Giannozzo Manetti (1396–1459), Marsilio Ficino (1433–1499) nebo Giovanni Pico della Mirandola (1463–1494). Spíše než o ateismus šlo však o kacířské teologické ideje – Mirandola se neodchyloval od katolického náboženství a papežem Inocentem VIII. (1432–1492) byl exkomunikován za neortodoxní úvahy ohledně lidské podstaty a důstojnosti. Manetti ve svých spisech na jednu stranu kritizoval starší papežský spis De Miseria Condicionis Humane (1195) Inocenta III., na druhou stranu obhajoval ciceronskými argumenty existenci nehmotné duše a haněl starořecké materialistické filosofy.

Botticelliho Zrození Venuše (asi 1484–1486), obraz s mytologickým námětem

Posun ve vnímání světa a zbožnosti spočíval v přistoupení ke křesťanské a antické tradici novým způsobem. Renesanční humanisté se, mimo jiné v souvislosti s hnutím devotio moderna, přikláněli k oslabení vlivu církve a společenství a naopak kladli důraz na individualitu náboženského prožitku. Také v umění je sekularizace ve smyslu oddělení náboženství od běžného života pozorovatelná jen s obtížemi. Na počátku renesance ve 20. letech 14. století bylo v Itálii maleb se světským námětem málo (přibližně 5 %) a za rozvinutého slohu o sto let později šlo stále o značnou menšinu (přibližně 20 %). Určitou míru odklonu od náboženských témat lze pozorovat v žánrech, které se rozvíjejí – převážně světskými tématy se zabývala například komedie v literatuře a ke světským příležitostem byly v hudbě skládány madrigaly. Za projevy skryté sekularizace bývá označována také skutečnost, že postavám světcům se na obrazech dostávalo méně prostoru ve srovnání s pozadím, nebo fakt, že docházelo k mísení posvátného a profánního a například u mší byla někdy hrána světská hudba.

### Individualismus a antropocentrismus

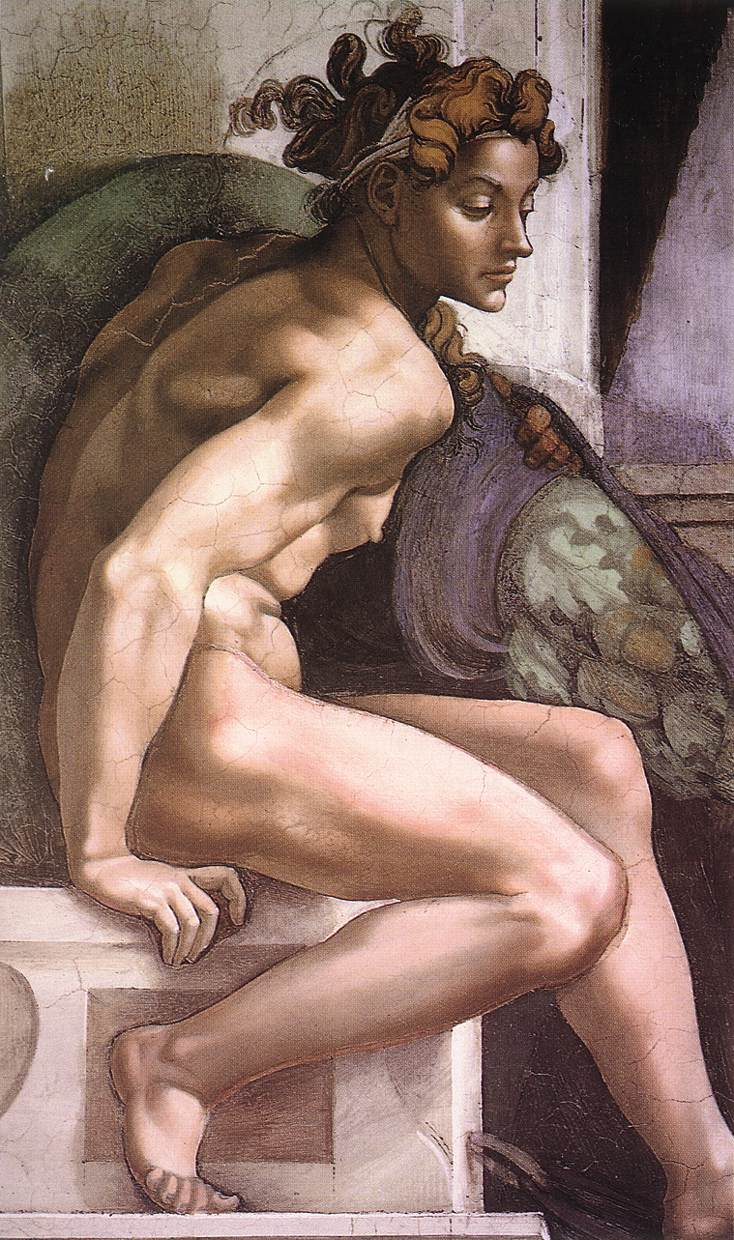
Detail jedné z Michelangelových fresek v Sixtinské kapli (vyzdobena 1508–1512)

Renesanční kultuře a umění bývá obecně přisuzováno zaměření na individualitu a jedinečnost autorského stylu – Burkhardt sám považoval ve svém pojetí renesance tuto skutečnost za stěžejní, ještě důležitější než obrat k antickým pramenům, bez kterého by se podle jeho názoru mohla renesance obejít. Jakkoliv je takto radikální zobecnění zpochybnitelné, určité zrození individuální hodnoty člověka je skutečně možné v renesanci pozorovat, zejména oproti středověku s jeho tendencí k uniformitě výtvarného stylu a jeho úctě vůči klasickým autorům. Baldassare Castiglione ve svém Dvořanovi (1528) prosazoval názor, že velcí renesanční malíři byli dokonalí každý jiným způsobem, každý ve svém stylu. Jiní tvůrcové, například Angelo Poliziano (1454–1494), dokonce stavěli sebevyjádření individua nad práci se zavedenými antickými vzory, a to i tak váženými, jako byl Cicero. Schopnost nápodoby ducha však u většiny osobností zůstávala hodnotou vysoce ceněnou i v renesanci.
Velice viditelné je obrácení k lidskému nitru v náboženství, jak ukazuje Hnutí nové zbožnosti a díla jeho představitelů, k nimž patřili Mikuláš Kusánský (1401–1464) a Tomáš Kempenský (asi 1380–1471), v 16. století pak duchovní cvičení Ignáce z Loyoly (1491–1556). Rozkvět zaznamenala také mystika. Už před renesancí se objevovala touha po osobnějším vztahu s Bohem a zlidštění Krista, avšak s osobnostmi jako Kateřina Sienská (1347–1380), Terezie z Ávily (1515–1582), a především Jan od Kříže (1542–1591) vstoupil do náboženského prožitku obdiv ke kráse božství a takřka milostný prožitek lásky k Bohu.

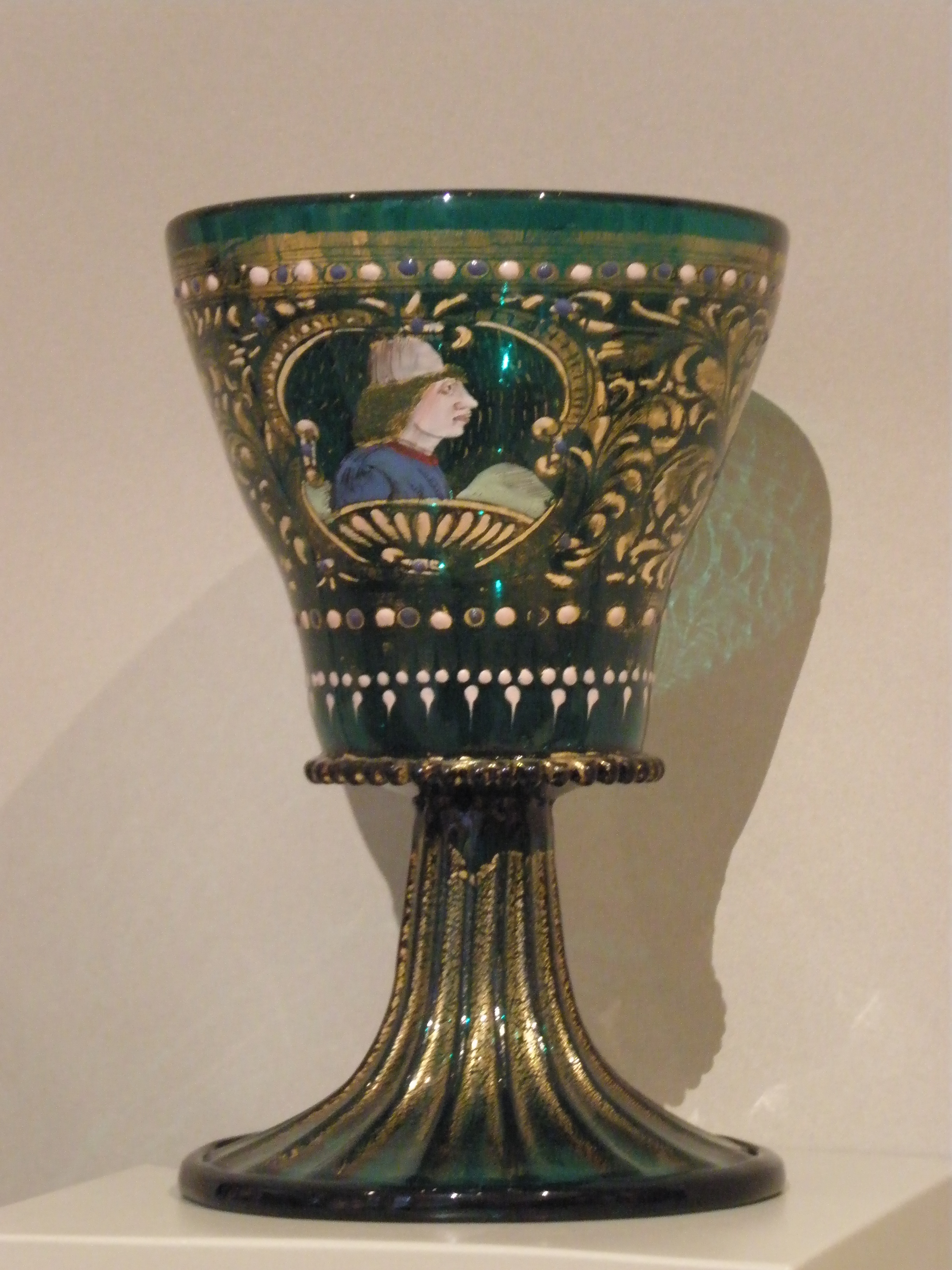
Benátský svatební pohár z poslední čtvrtiny 15. století

Antropocentrismus pak znamená postavení člověka do středu všech věcí. Někteří badatelé umisťují právě do renesance vznik moderního oddělování člověka a přírody – na sebepojetí člověka jako bytosti působí od renesance nové technologie a kulturní instituce. Mezi „lidským“ (obec) a „přírodním“ (divočina) není již primárně zeměpisná hranice, jak tomu bylo dříve, nýbrž hranice filosofická – člověk je zásadně jiné podstaty než zbytek světa a lidské vlastnosti by neměly být přisuzovány přírodním jevům. Toto „odlidštění“ přírody je podle těchto tezí prapočátkem a předpokladem pozdější průmyslové revoluce. Rozdíl v pohledu na svět tkví především v rozbití středověkého universalismu, spojeného se scholastikou. Namísto velkých sjednocujících teorií se humanističtí učenci soustředili výhradně na člověka a jeho kultivaci. Pozdní scholastika se však na univerzitách rozvíjela i nadále a humanistickému myšlení konkurovala – a právě období italské renesance bývá někdy označováno za dobu paradoxně největšího scholastického rozkvětu.

### Dualismus těla a duše
Společně se středověkým universalismem došlo také k oslabení Aristotelova vlivu na dobovou filosofii. Namísto něj začal být jako inspirativní pociťován jiný řecký filosof, Platón, také v souvislosti s novým získáním, studiem a překladem jeho dialogů. Platonismus se svým oddělením hmotného světa od světa idejí, jakož i novoplatonské tradice, které tento dualismus dále rozvíjely, vedly v renesančním myšlení ke zdůrazňování role ducha. Snaha odhalit „vyšší tajemství“ a „duchovní smysl“ světa napomohly zejména v 15. století prudkému vzestupu zájmu o hermetismus, alchymii a astrologii. Humanistické vzdělání pak znamenalo odklon od středověké univerzitní tradice především ve svém důrazu na obory, které člověka zušlechťují a rozvíjejí, zvláště jazykovědného a literárněvědného typu. Založení humanitního vzdělání na klasické a jazykové průpravě se následně udrželo až do 19. století. Slovo humanismus, které je pro renesanční pohled na svět běžně užíváno, pochází v tomto významu až od Friedricha Immanuela Niethammera, který jej v roce 1808 použil pro reformu německého školství.

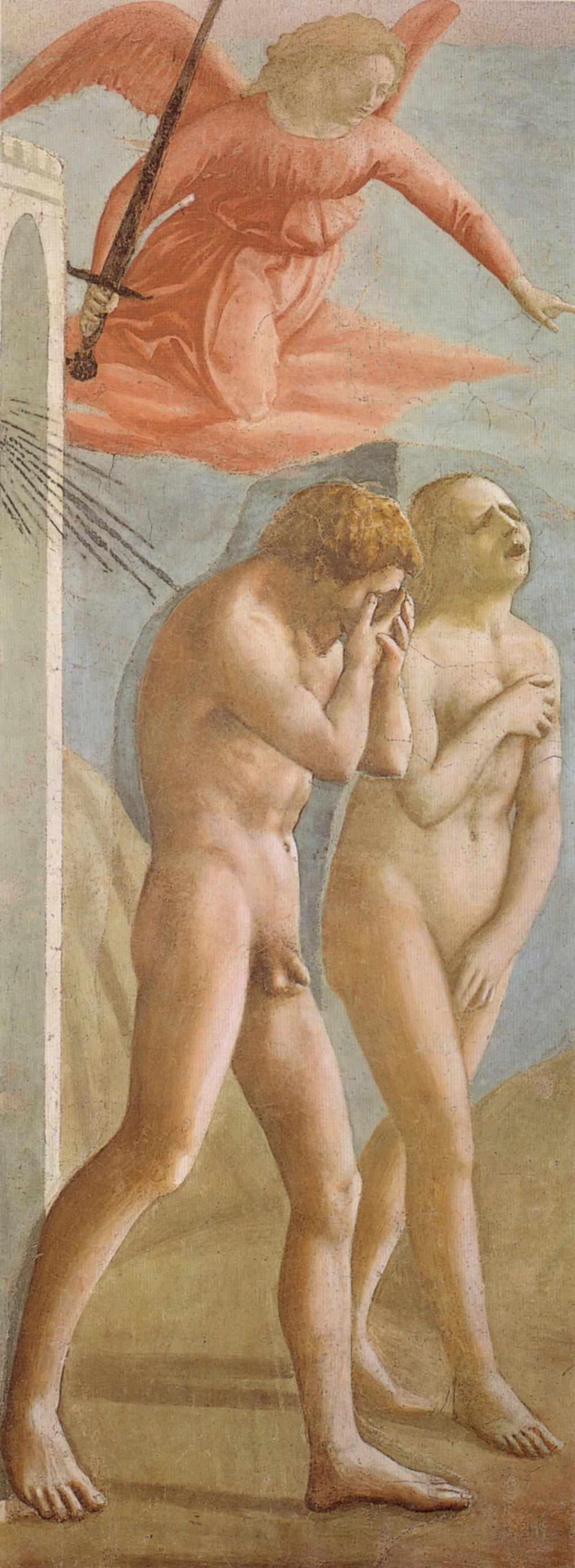
Freska Vyhnání z ráje (1424), autorem je Masaccio (1401–1428), první z velkých malířů quattrocenta

Tělesnost a s ní i sexualita začaly být naopak častěji pociťovány jako nečisté a nevhodné, což se začalo pojit i s posílením cenzury v těchto oblastech – papež Pavel IV. (1476–1559) uvalil klatbu na díla Poggia Braccioliniho (1380–1459), Pietra Aretina (1492–1556), Luigiho Pulciho (1432–1484) a Francesca Berniho (1497/98–1535). Podvratná tělesnost a groteskní karnevalovost ovšem na druhou stranu začaly přecházet z lidového prostředí i do oficiální tvorby, například do Rabelaisova oblíbeného románu Gargantua a Pantagruel (1532–1564) – ruský literární vědec Michail Michajlovič Bachtin hovořil v této souvislosti o „smíchové kultuře“. V malířství a sochařství byl střet tělesného a duchovního také vyostřený. Na jednu stranu byly s oblibou zobrazovány nahé postavy (a to jak biblické postavy jako král David nebo Ježíš Kristus, tak pohanská bohyně Venuše) a ušlechtilá nahota byla chápána jako odznak bohulibého zdraví a ctnosti, na druhou stranu bylo zobrazování nahoty, či dokonce erotismu nebo tělesné grotesknosti často prakticky znemožňováno. Tridentský koncil přikázal, aby nahota postav na Michelangelově Posledním soudu byla zakryta listím a malíř Paolo Veronese (1528–1588) musel před inkvizicí vysvětlovat, proč na poslední večeři zařadil „postavy šašků, opilců, Germánů, trpaslíků a podobné vulgárnosti“. Odpor navíc nepřicházel pouze z církevních kruhů. Na Michelangelovu sochu Davida házel během přesunu dav kameny, patrně právě kvůli její nahotě, a musela být posléze na patřičných místech zakryta zlatým listím.

### Vzestup národních jazyků
Ač bývá latinská kultura spojována především se středověkem, byla latina v evropské kultuře živá i po jeho skončení a její vytlačení národními jazyky postupovalo jen velmi zvolna – například ve Francii byla až do roku 1539 jazykem soudních jednání. Žáci v evropských školách četli nejen antické autory, ale také středověké latinské básníky 12. století, renesančními učenci často odsuzované jako „špatné“, a ve Španělsku, kde renesance nezapustila příliš hluboké kořeny, ovlivňovala středověká latina národní kulturu až do 19. století.

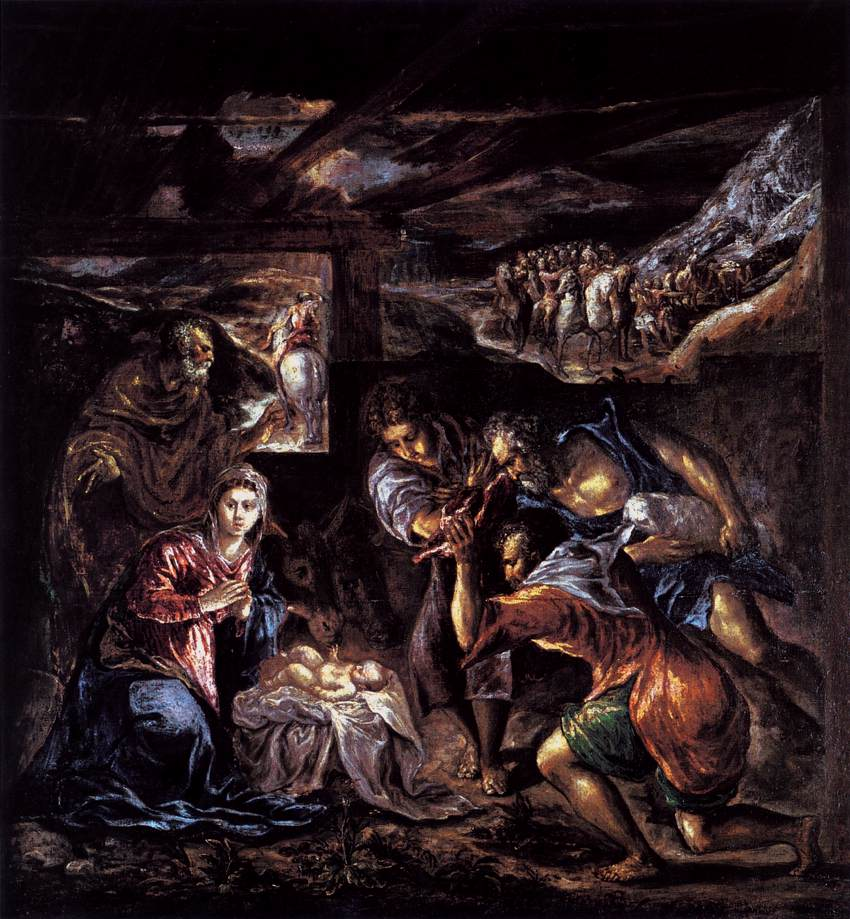
El Greco – Klanění pastýřů (1570–1572), španělská renesanční malba

„Návrat k pramenům“ znamenal u humanistických učenců – kromě studia řečtiny a hebrejštiny – především odmítnutí středověké latiny, považované za příliš modernizovanou a „barbarskou“. Obrácení k antické latině ciceronských řečí, důkladné studium antických textů a důraz na schopnost kultivovaného vyjádření vedlo, zejména v 15. století v Itálii, k dočasnému znovuzrození stylisticky vytříbené latinské produkce. Stále více důležitých děl ovšem vznikalo ve vernakulárních jazycích. Boccaccio a Petrarca psali již ve 14. století oběma jazyky, italsky i latinsky, a v 16. století pak začala mít italština definitivně navrch.

### Sběratelství
Zájem o antické umění vedl k popularizaci sběratelství – významné osobnosti shromažďovaly a vystavovaly získané starověké památky. Tyto snahy se pojí se zrodem archeologie, v rámci vykopávek pak byly nalezeny některé nejcennější a pro dobové umění nejvlivnější skulptury jako Apollón Belvedérský nebo Láokoón a jeho synové. Nejdůležitějším sběratelem přelomu 15. a 16. století byl papež Julius II. (1443–1513), který svou rozsáhlou kolekcí silně přispěl k dalšímu růstu zájmu, a to již nejen o antické kusy, nýbrž také o dobová díla. V 16. století se patroni již pravidelně pokoušeli do svých sbírek získávat obrazy a sochy oceňovaných renesančních mistrů.

### Postavení umělce a mecenášství
Během renesance se změnilo i postavení umělce. Ve středověku byli tvůrcové považováni za pouhé řemeslníky, nikoliv umělce, proto jsou jejich jména často neznámá a bývají označováni podle svých nejvýznamnějších děl (například Mistr vyšebrodského oltáře). V souvislosti s rozvojem umění začali být umělci zejména v Itálii nejen velkoryse finančně oceňováni, takže mohli nastřádat značný majetek (jako se to podařilo Raffaelovi (1483–1520) a mnohým jiným), ale rostl i jejich společenský status. Gentile Bellini (1426/29–1507) získal hraběcí titul od Fridricha III., malíři Tizianovi (1488/90–1576) jej udělil Karel V., papež Lev X. pasoval na rytíře Sodomu (1477–1549). Stoupající prestiž umění dokazuje vznik představy, že průprava v kreslení a malbě měla podle dobových dvorských příruček příslušet i šlechtě. Mimo Itálii však prestiž umělců stoupala pouze pozvolna, což reflektoval i německý malíř Albrecht Dürer (1471–1528), když navštívil Benátky a srovnal tamější situaci s tím, co znal z rodné země.
Mecenášové a patroni byli pro život umělců a jejich tvorbu nepostradatelným zdrojem prostředků a zakázek. V některých případech byli tvůrci vydržováni přímo v domácnosti, jindy jim byly zadávány objednávky nebo se kupovala hotová díla. Investice do umění byly dány zájmem o zvýšení prestiže, ale často také proto, že sám kupující prošel humanistickým vzděláním. Zájemci přitom pocházeli z řad šlechty i duchovenstva, jen v Itálii byli významnými patrony například papežové Martin V. (1368–1431), Evžen IV. (1383–1447) nebo Mikuláš V. (1397–1455), dále v Miláně Filippo Maria Visconti (1392–1447), Francesco Sforza (1401–1466) a v Neapoli Alfons V. Aragonský (1396–1458) nebo Ferdinand I. Aragonský (1380–1416).

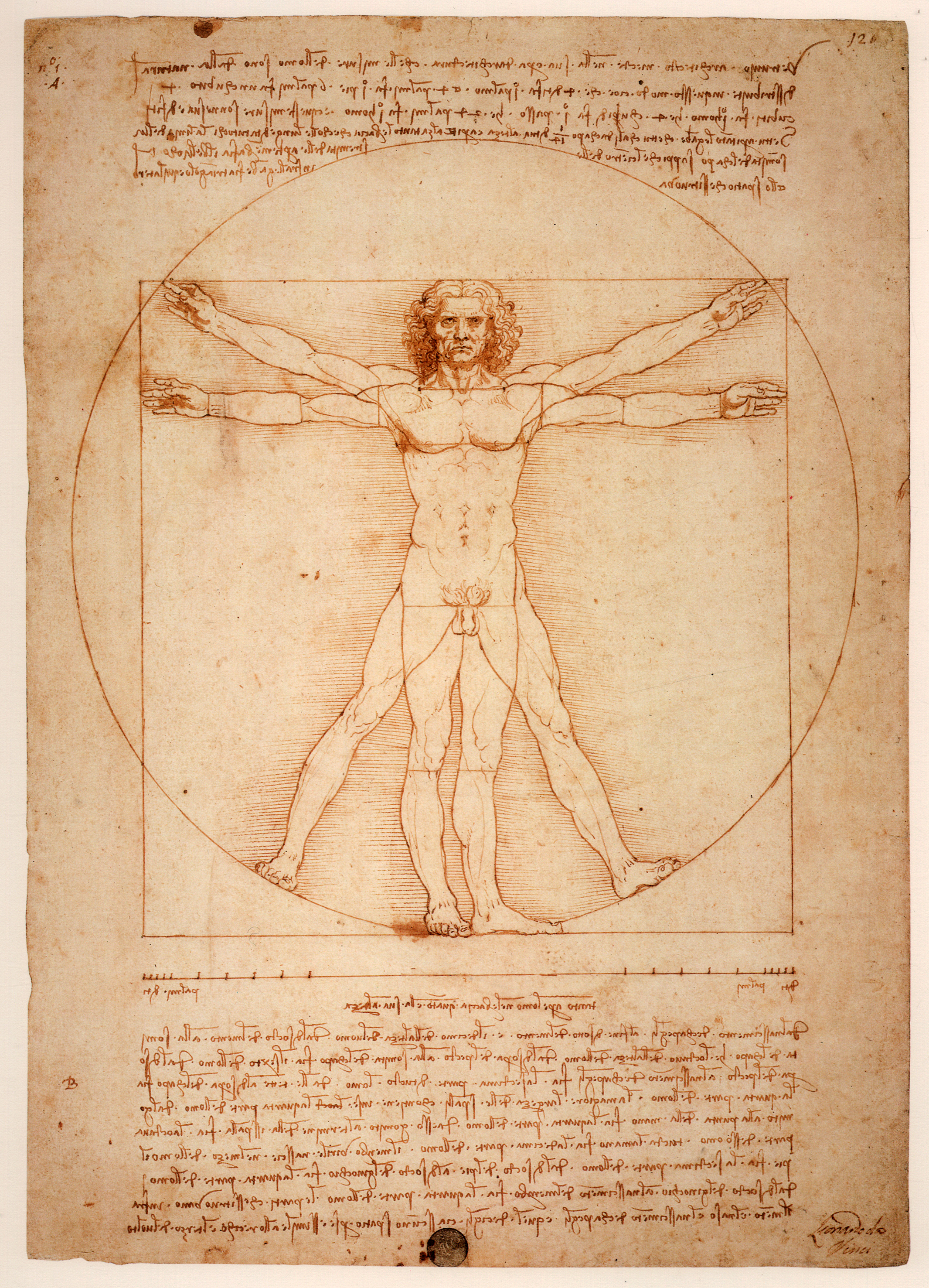
Vitruviánský muž (asi 1490) je kresba, v níž Leonardo da Vinci zachytil harmonické proporce lidského těla, byl přitom inspirován římským architektem Vitruviem

Umění rovněž začalo být využíváno k politickým a propagandistickým účelům. Malby měly často za úkol oslavovat vládce města, popřípadě se vztahovaly k dobovým událostem – kupříkladu Masacciova freska Peníz daně vznikla v době, kdy se debatovalo o zavedení daně catasto (katastrální daň). Ještě silnější vliv měla literatura, která umožňovala legitimizovat režim pomocí historiografických spisů, básní a dalších textů. Dokonce i významný básník Ludovico Ariosto (1474–1533) vložil do svého Osvobozeného Jeruzaléma výzvu Španělům a Francouzům, aby namísto válek v Itálii upřeli pozornost k Orientu. S rozvojem knihtisku a stoupající možností šíření tiskovin pak nabývala literární produkce stále větší důležitosti – nejvíce pak v 16. století, kdy se jak církev, tak jednotlivé státy začaly uchylovat k zavádění přísnější cenzury.

## Chronologie

### Počátky
Počátky renesance bývají obvykle kladeny do střední Itálie na přelomu 13. a 14. století. Není však možné jednoznačně stanovit okamžik zrodu, jelikož vývoj byl pozvolný a v různých oblastech života a umění rozdílný. Přestože vzestup renesančního malířství a sochařství byl tradičními dějinami umění datován přibližně rokem 1420, pozdější bádání od tohoto vymezení upustilo a začalo kořeny renesanční tvorby hledat mnohem hlouběji v historii. Z malířů bývají jmenováni Cimabue (asi 1240 – asi 1302) a Giotto di Bondone (asi 1267–1337). Jako první renesanční sochař je někdy vnímán Niccolò Pisano (asi 1207–1278). V roce 1260 dokončil kazatelnu s antikizujícími figurami v baptisteriu v Pise, někdy uváděnou jako počátek sochařské renesance a ovlivněnou patrně předchozí prací v jihoitalské dílně Fridricha II. Štaufského, který návrat ke klasické architektuře systematicky prosazoval. Posléze se Pisano přesunul do Toskánska.

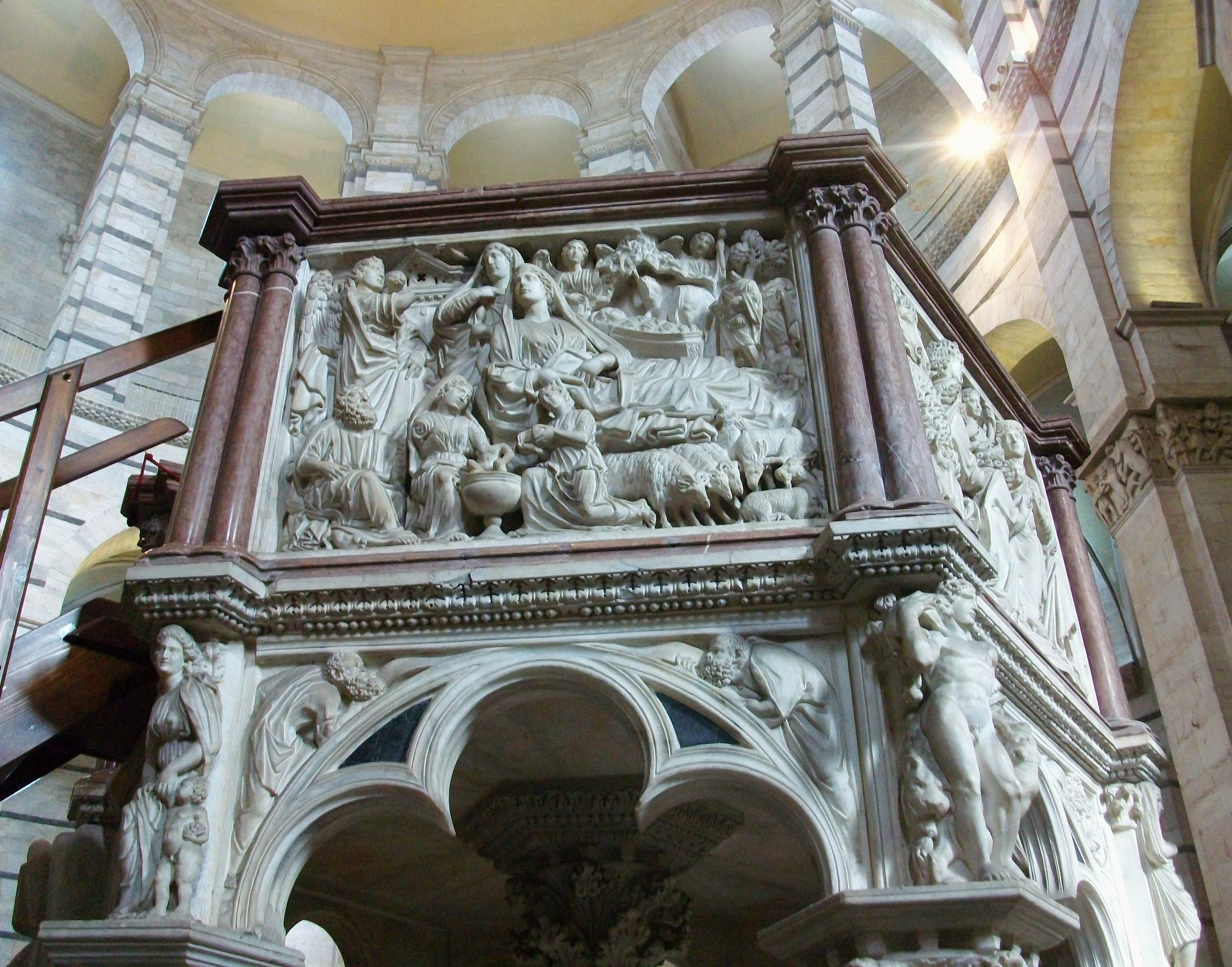
Detail Pisanovy výzdoby kazatelny v baptisteriu v Pise, dílo je považováno za prapočátek renesance v sochařství

V literatuře je situace o něco jasnější – Dantova Božská komedie (1320) bývá považována za završení středověku a současně dílo na prahu renesančního písemnictví. Giovanni Boccaccio a Francesco Petrarca, kteří přicházejí po něm, jsou už vnímáni jako tvůrcové plně humanističtí. V architektuře je pak dokonce možné pojem renesance rozšířit na 11. až 16. století a popsat jako projev kontinuální katolické snahy o sebeoslavení a upevnění víry rozvíjejících se městských vrstev. Již v 11. století byly protorenesančními kameníky ve Florencii (ale i dalších městech jako Řím nebo Pisa) zavedeny prvky jako přísně geometrické členění, polychromie a antikizující přístup – v dalších staletích docházelo k neustálým stavebním úpravám a rozvíjení těchto tendencí. Italská renesance 14. a 15. století poté nebyla revolučním přerodem, nýbrž dalším plynulým pokračováním, s tím, že díky zvýšené aktivitě majetkově silných rodů a jedinců rostl počet kostelů, městských paláců i venkovských vil.
Předpokladem utvoření renesanční kultury byly postupné ekonomické změny. Od 11. století zažívala Evropa, a především italské oblasti, setrvalý hospodářský, technologický a myšlenkový rozkvět. Spolu s intelektuální renesancí 12. století přišel značný rozvoj scholastiky a univerzitní vzdělanosti. Městské státy se těšily značné míře politické samostatnosti a utvářela se nová společenská vrstva – bohatí obchodníci, bankéři a měšťané. K roku 1300 mělo dvacet tři měst v severní a střední Itálii minimálně dvacet tisíc obyvatel.

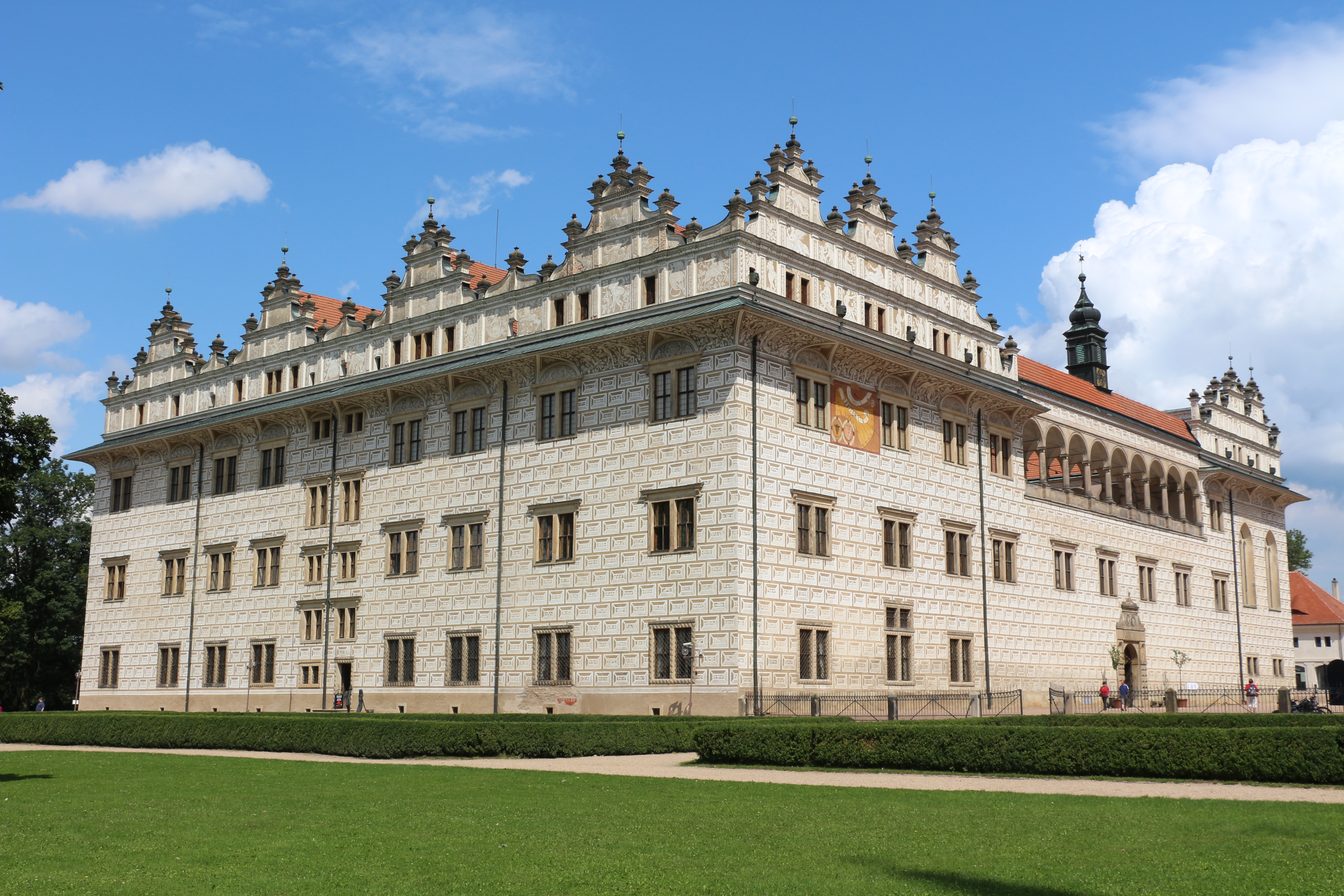
Renesanční zámek v Litomyšli, postavený v letech 1568–1581

Italské městské státy byly nejen místem prudkého ekonomického rozvoje, ale také politického a často i válečného neklidu. Vzhledem k významu Apeninského poloostrova jakožto obchodní spojnice mezi Evropou a zbytkem Středomoří budila oblast zájem cizích mocností, zejména pak francouzských králů a říšských knížat. Střední a severní Itálie s výjimkou Benátska byla sice součástí Svaté říše římské, ale – podobně jako ve středověku – zde málokterý z císařů dokázal prosadit svou moc, a pokud ano, pak pouze dočasně. Příkladem může být tažení Jindřicha VII. Lucemburského z roku 1310. Přestože dosáhl korunovace v Římě, jeho počáteční úspěchy se v dalších letech značně zkalily neustávajícím odporem guelfských měst, a především Florencie a Janova. Po Jindřichově smrti v roce 1313 pak císařský vliv v Itálii opět poklesl.

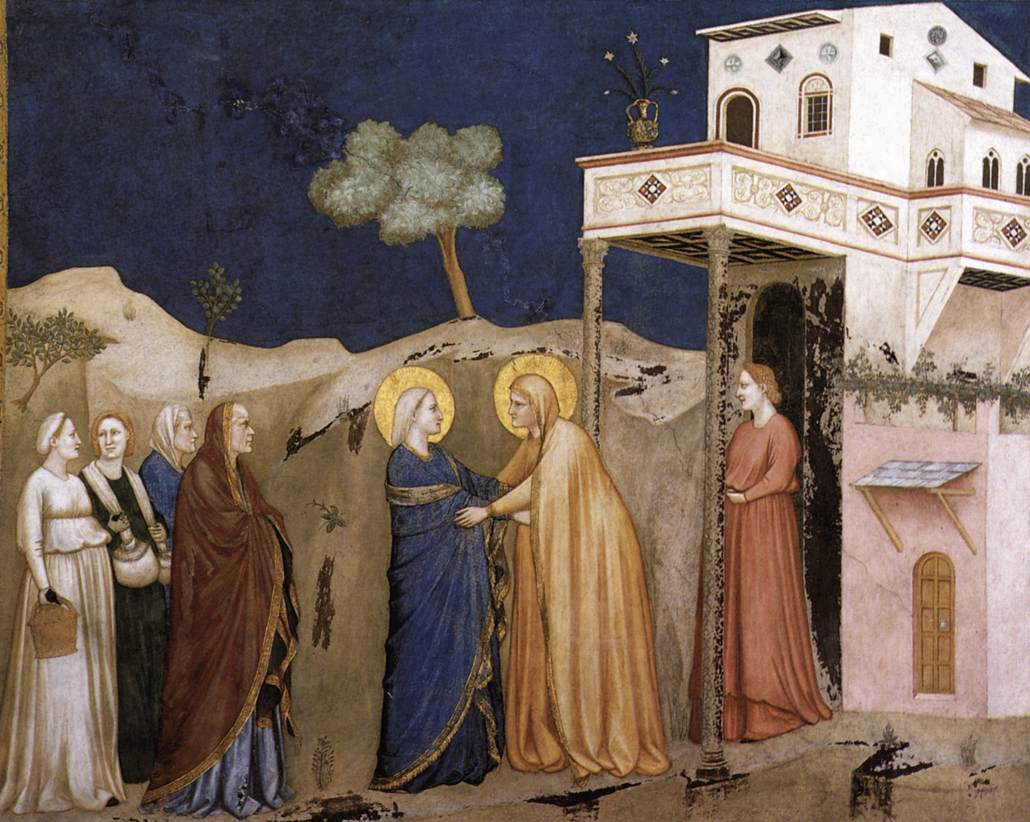
Giotto bývá označován za přímého předchůdce renesančních mistrů – na obrázku jeho freska Navštívení (10. léta 14. století)

S nastupující renesancí začala mocnější města upevňovat svoji pozici a zmocňovat se stále rozsáhlejších venkovských území a jiných, menších měst. Kolem roku 1200 ještě existovalo přibližně dvě stě až tři sta italských městských států, ale do roku 1500 většina z nich nezávislost ztratila. Nejdůležitější síly začaly v Itálii představovat dvě republikánská města: Florencie, nestabilní stát s častou obměnou zákonů i úřednictva (lze dokonce spekulovat, že umělecká vynalézavost byla touto nestabilitou významně podpořena), a politicky klidnější Benátky. K dalším vlivným státům patřily dvě dědičné monarchie (Milán, Neapol) a jedna volební monarchie (Papežský stát), ale pozici si udržely i některé menší státy jako Bologna, Ferrara, Mantova, Urbino a další. Přestože v pozdním středověku vzrostl význam úřednictva, neexistovala dosud výkonná byrokracie. Úřady se dědily, kupovaly se nebo se udělovaly na základě známostí, neboť většina významných obyvatel měst se osobně znala. Dokonce i italská města byla z pohledu moderního člověka malá, jakkoliv patřila k nejlidnatějším v Evropě – pouze Benátky a Neapol přesáhly hranici 100 000 obyvatel. Dobové politické konflikty byly často místního charakteru, mezi stranami, které si vydržovaly vlastní tvůrce a střetávaly se jak na poli válečném, tak ideologickém a uměleckém. Nejvýznamnějším střetem bylo soupeření mezi guelfy a ghibelliny (původně propapežská a procísařská strana).

### 14. století
14. století, italsky trecento, je obdobím rané renesance, zpočátku zejména v Toskánsku, a především pak ve Florencii. Psanou tvorbu v této době formují dvě velká jména, Giovanni Boccaccio (1313–1375) jako autor sbírky novel zvané Dekameron a básník Francesco Petrarca (1304–1374) jako autor milostné lyriky a popularizátor sonetu. Ve Florencii působil v tomto období také malíř a architekt Giotto di Bondone, jehož díla jsou často chápána jako předzvěst či raný projev renesance ve výtvarném umění a stavitelství. Již doboví autoři si vážili jeho „naturalismu“, který byl pro něj stejně důležitý jako nápodoba starých mistrů. Giorgio Vasari (1511–1574), autor, který poprvé popsal renesanci jako koncepci, stanovil jako počátek „znovuzrození“ právě Giottovu tvorbu.

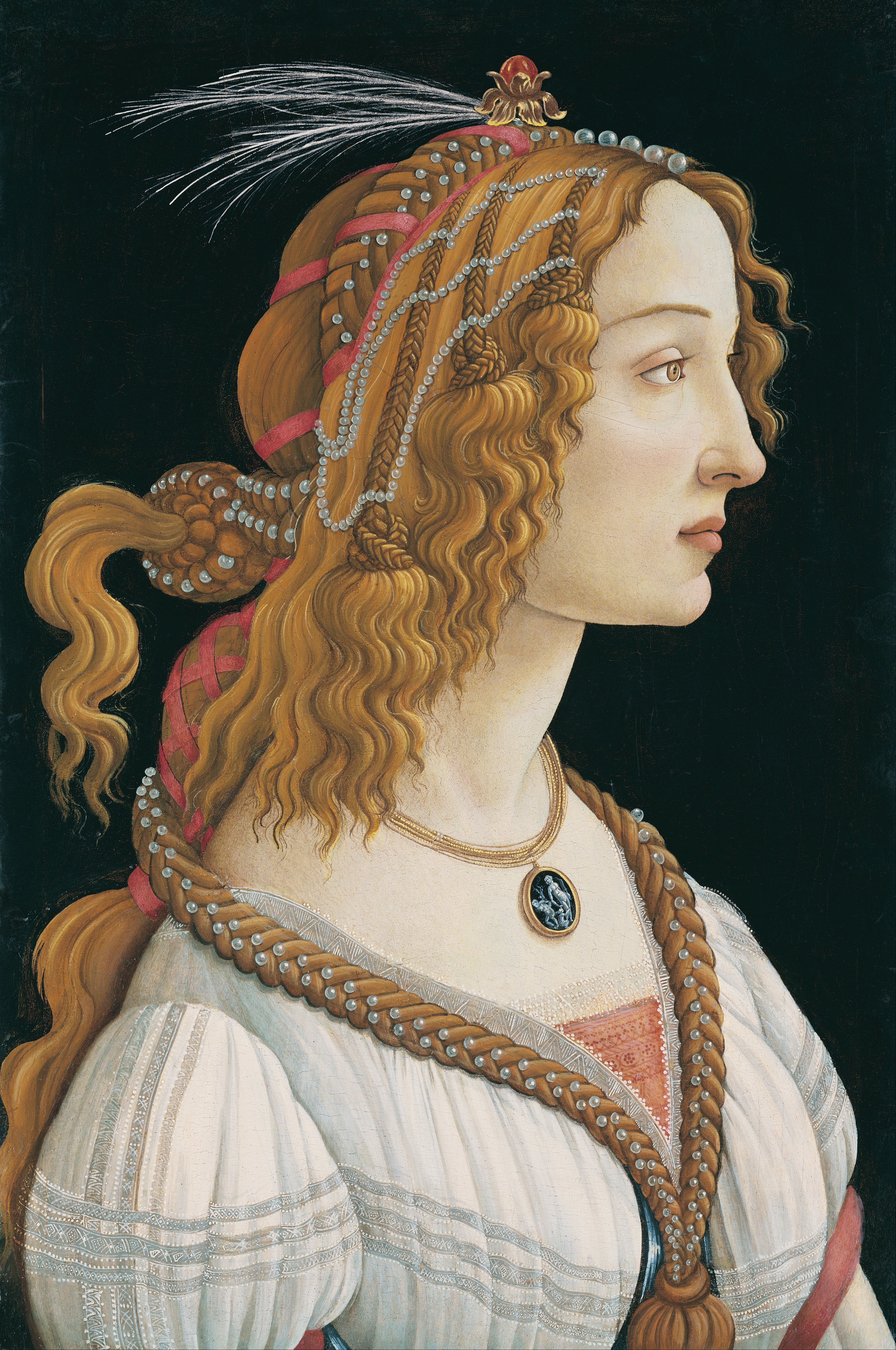
Sandro Botticelli – Portrét dámy (1480–1485)

Postup renesance zpomalily četné pohromy, které Evropu (a především střední Itálii) zasáhly v polovině století. Po morové epidemii v roce 1340 zkrachovaly florentské a sienské banky, v letech 1346 a 1347 postihla Evropu neúroda a o rok později zničující epidemie černé smrti. Od šlechtických magnátů převzaly moc řemeslnické cechy a vylidněná města se začala zalidňovat nově příchozími z venkova. Vliv získaly moralistní a kajícnické tendence a nové způsoby malby byly dočasně opuštěny ve prospěch návratu k vzorům 13. století. Po odeznění epidemie se zdálo, že v oblasti florentského umění začíná nový rozkvět, ten byl však přerušen novými katastrofami – válkou s Pisou, konfliktem s papežem a celkovým hospodářským úpadkem. Období mezi léty 1369 a 1400 je proto popisováno jako období stagnace.

### 15. století
15. století, v Itálii také označované jako quattrocento, bylo obdobím rozšiřování renesančního myšlení a umění po celé Itálii. Florencie na přelomu 14. a 15. století prošla nebezpečným střetem s Milánem, který byl florentským kancléřem Leonardem Brunim (asi 1370–1444) prezentován jako válka mezi tyranií a svobodou a později označen za „krizi rané renesance“. Je možné, že krize a politické reakce na ni dále akcelerovaly umělecký obrat k antickému umění, jelikož Florencie se považovala za dědičku starověké římské republiky.

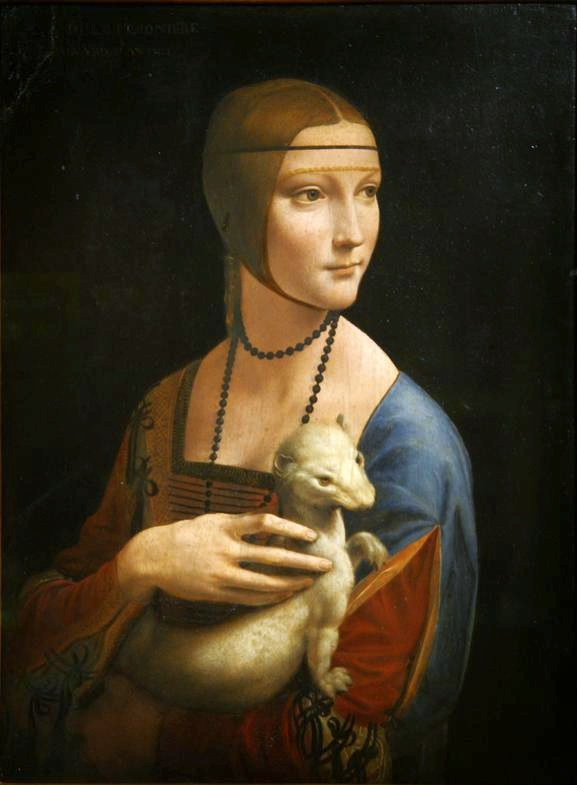
Leonardo da Vinci – Dáma s hranostajem (asi 1488–1490)

Druhou významnou událostí 15. století byl pád Konstantinopole v roce 1453, který vedl k přesídlení části učenců a jejich sbírek do Itálie. Ovlivňování z východu bylo nicméně dlouhodobou záležitostí a už před tímto datem docházelo k návštěvám nebo působení byzantských filosofů. Ve filosofii se pak také díky byzantskému vlivu prosadil platonismus, spojený například s Marsiliem Ficinem (1433–1499). V architektuře vznikla stěžejní raná renesančního díla jako  Brunelleschiho kupole dómu ve Florencii (1436). Malbu ovlivnil Masaccio (1401–1428), v sochařství byl revolucionářem Donatello (1386–1466). Naproti tomu krásná literatura žádná významná jména nezrodila – období mezi lety 1375 a 1475 bývá v Itálii nazýváno „stoletím bez poezie“, zejména proto, že humanisté před italštinou dávali přednost latině.
Kromě intelektuálních posunů se 15. století vyznačovalo i dalšími technologickými objevy. Gutenbergův pohyblivý knihtisk se od 40. let 15. století rozšířil z Německa nejprve do Nizozemí, později také do Itálie a dalších zemí. Italská města na oplátku zásobovala ostatní země zbrojemi, zbraněmi (včetně artilerie), loděmi, ale také zkušenými řemeslníky a architekty. Roku 1416 byl v Benátkách udělen první známý patent (na nový typ valchovacího mlýna). Rychle vznikala nová aplikovaná odvětví, například optika – v polovině 15. století se Florencie stala velmocí v broušení čoček a florentské brýle se staly žádaným vývozním artiklem.
Závěr 15. století ovlivnily dvě události: evropské objevení Ameriky (1492), které později umožnilo námořním mocnostem zbohatnout na Novém světě koloniální politikou, a definitivní ustavení mocenských center, která pak hrála první housle v průběhu celého raného novověku. Katolická církev se konsolidovala po zažehnání schismatu na Kostnickém (1414–1418) a Basilejském koncilu (1431–1449) a ze zmatků a válek pozdního středověku rovněž povstaly tři silné, sjednocené monarchie. Tyto obrovské velmoci (Anglie se třemi miliony obyvatel, Francie a Španělsko se šesti miliony) se staly místy centralizovaného bohatství, což jim umožnilo snazší přebírání renesančních a humanistických ideálů a uměleckých tendencí v následujícím věku.

### 16. století

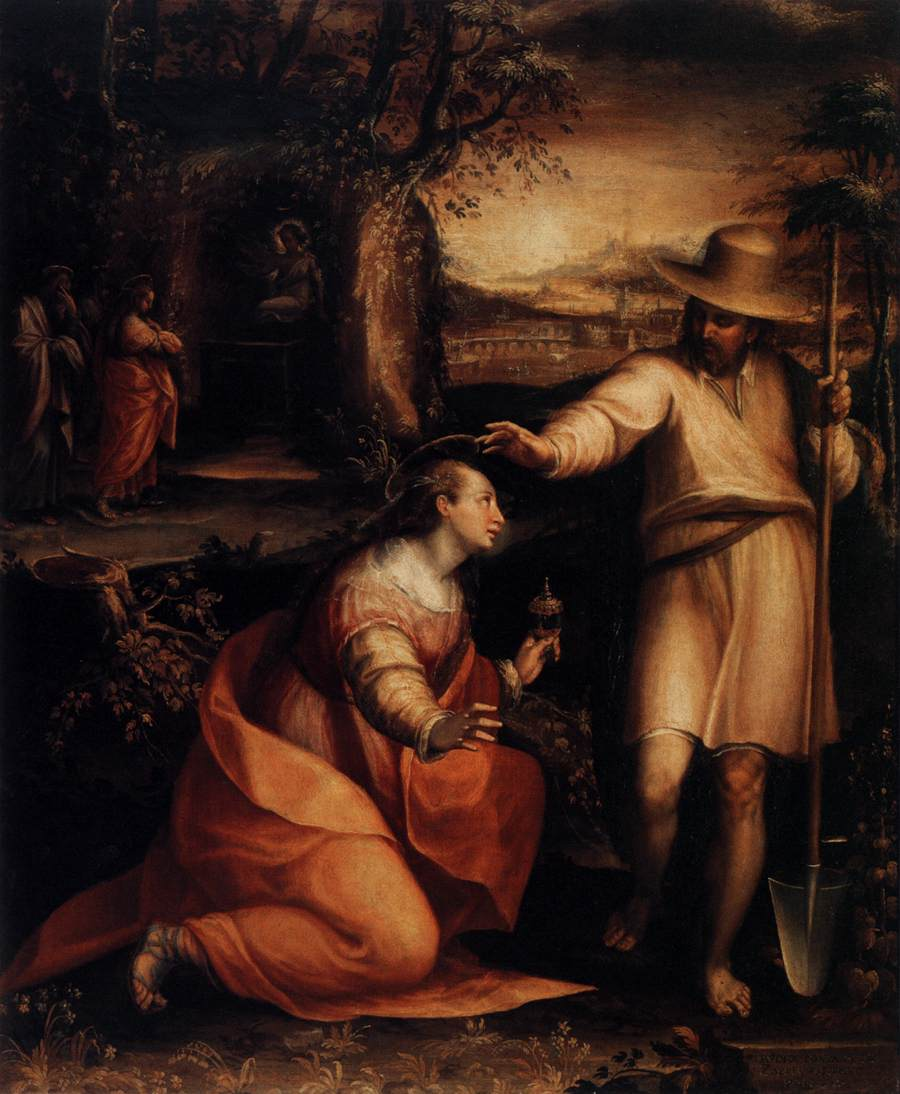
Noli me tangere (1581) první profesionální malířky Lavinie Fontany (1552–1614) je typickou ukázkou výtvarného manýrismu

16. století, v Itálii známé jako cinquecento, je obdobím nejsilnějšího rozmachu humanistických hodnot a idejí. V této době působili někteří z nejvlivnějších renesančních umělců – Michelangelo Buonarroti (1476–1564) a Leonardo da Vinci (1452–1519). Z Itálie se renesance a humanismus rozšířily do zaalpských zemí (Francie, Německo, Nizozemsko, Anglie a další oblasti) a přetvořily kultury celé rozvinuté Evropy. Pronikání italských vlivů na sever bylo způsobeno rozvojem cestování, poutěmi do Itálie a výměnou řemeslníků, ale také válečnými střety – do Francie se renesance rozšířila zčásti i vlivem francouzsko-italských válek (1494–1559). Někteří autoři, jako například Ernst Robert Curtius, nicméně odmítají tvrzení, že i zaalpské země měly svou renesanci, a změny v jejich kultuře popisují jako vlny „italianismu“.

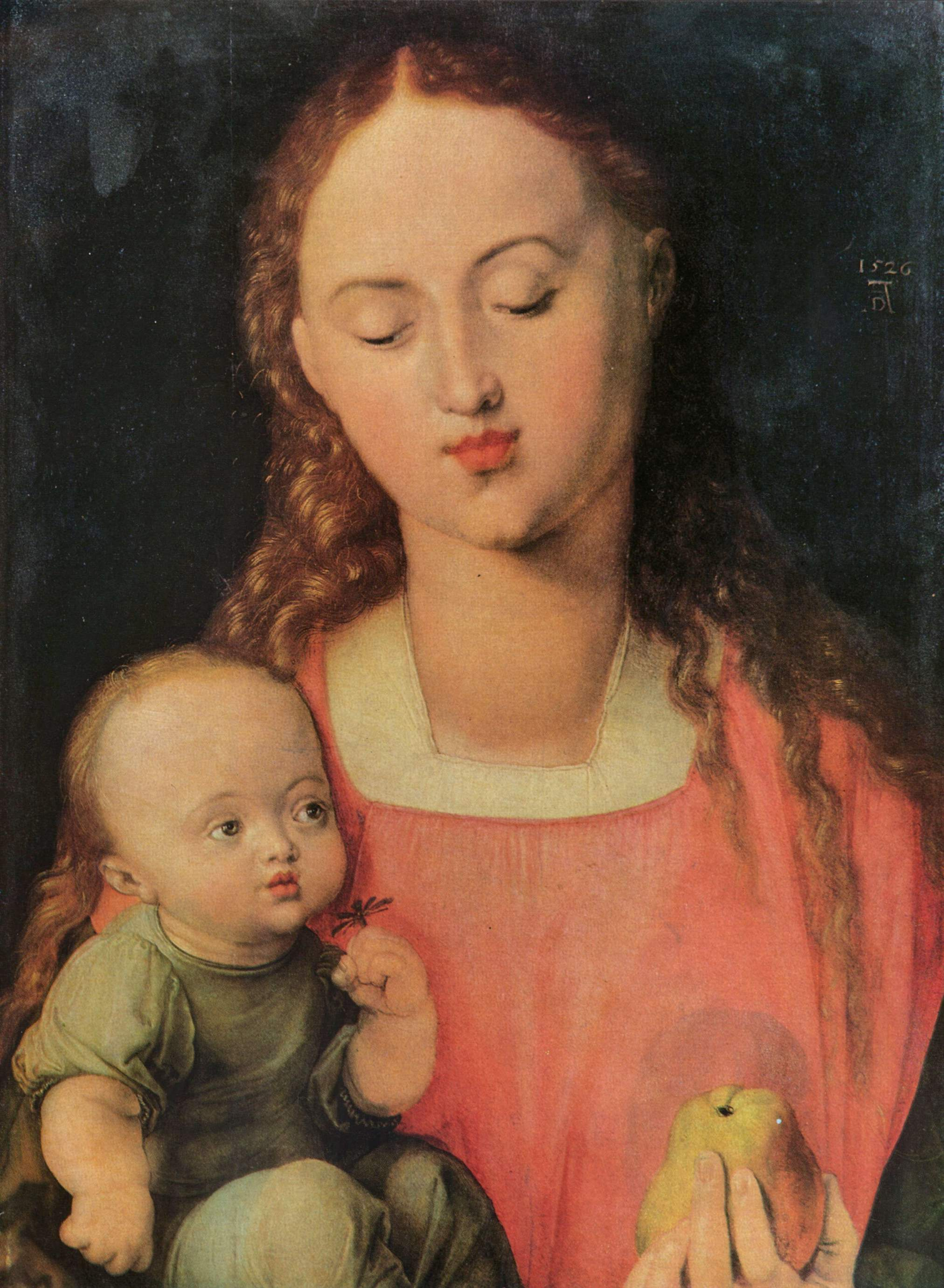
Madona s dítětem (1526) Albrechta Dürera, významného autora německé renesance

V jednotlivých zemích se renesance uzpůsobila místním podmínkám. Také výtvarné umění si podrželo lokální zvláštnosti a stylizace. V Německu obzvláště vynikl Albrecht Dürer (1471–1528) či Lucas Cranach starší (1472–1553), ve Francii Jean Clouet (1480–1541), v nizozemských a vlámských oblastech především Hieronymus Bosch (1450–1516) a Pieter Bruegel (1525 až 1530 – 1569). Také v literatuře se na sever od Alp objevila velká jména: François Rabelais (1483 až 1494 – 1553), Michel de Montaigne (1533–1592) a Pierre de Ronsard (1524–1585) ve Francii a William Shakespeare (1564–1616) v Anglii. Vůdčí literaturou 16. století se však stala literatura španělská (Amadís Waleský (nejstarší dochovaný výtisk 1508), později díla Cervantesova (1547–1616)), jejíž znalost se stala pro evropské vzdělance klíčovou – stejně jako znalost španělského malířství (jež reprezentuje zejména El Greco).
16. století znamenalo také rozkvět humanistického myšlení a literatury, mnohdy v souvislosti s reformací a katolickou reformací, která na ni reagovala, mimo jiné působením nově vzniklého jezuitského řádu. Na kulturu má díky reformaci vliv étos „evangelické čistoty“, koncept sola scriptura, individuální zbožnosti a výzvy ke studiu Písma svatého – překlad bible do národních jazyků pak vede ke standardizaci národních (vernakulárních) jazyků a rozkvětu humanistického písemnictví. 16. století však přineslo také některé fenomény vnímané jako negativní: bylo obdobím utužování a centralizace státní moci, čarodějnických procesů, náboženských válek (v souvislosti s probíhající reformací) a počínajícího kolonialismu, který přinesl zánik mnoha původním americkým kulturám.
Konec 16. století byl pak svědkem postupného přechodu renesance do manýrismu. Ten bývá někdy chápán jako přechod mezi renesancí a barokem, popřípadě dokonce jako předehra baroka, častěji však jako vrcholná renesance. Pojem vytvořil Giorgio Vasari (1511–1574), když hovořil o umělcích tvořících ve stylu (alla maniera) Michelangela, rané manýristické tendence se však začaly projevovat už ve 20. letech 16. století ve Florencii. Ve výtvarném umění byla opuštěna řešení, které renesance dovedla k dokonalosti (perspektiva, sfumato, kompoziční principy), místo toho se vyobrazovaly „šroubovité“ postavy a tajuplné a tísnivé prostory, snové efekty a spletité, komplikované a obsahově takřka nesrozumitelné scény.

## Renesanční umění

### Renesanční malířství

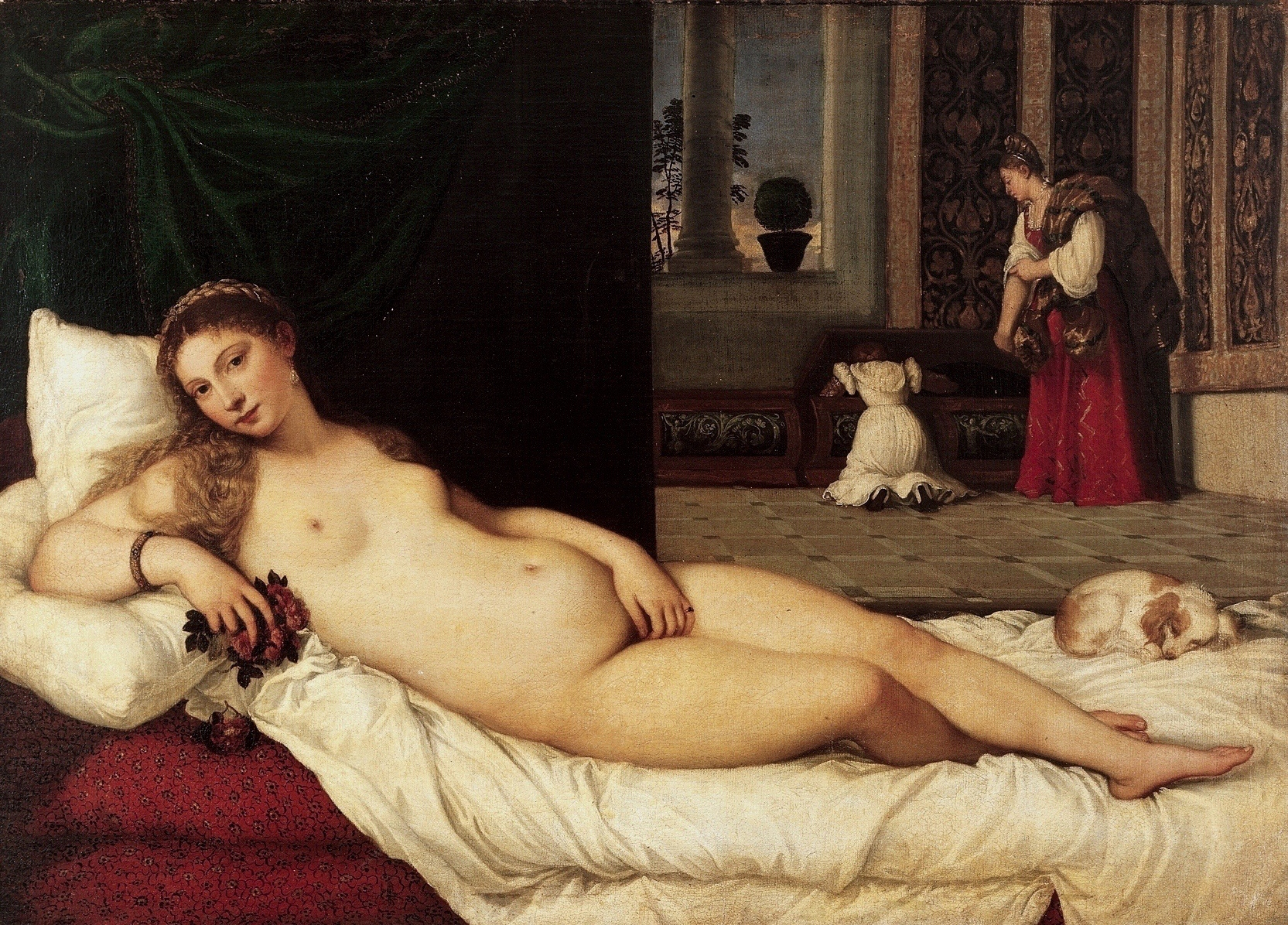
Tizianova Urbinská Venuše (asi 1534) je významným malířským dílem vrcholné renesance

Základy pro nástup renesanční malby v Itálii položilo již 13. století, kdy se pod vlivem františkánského řádu města, především Benátky a Siena, přiklonila ke snaze napodobovat „autentické umění prvních křesťanů“ a začalo docházet k napodobování byzantských ikon. Další krok udělal v roce 1268 františkánský mnich Roger Bacon svým požadavkem na to, aby umění bylo realistické (naturalistické), a dokázalo tudíž poučit lid. Naturalistické pojetí, jež umožňovalo oprostit se od kombinování hotových vzorů a motivů a dalších zavedených dílenských postupů, dokázal naplnit na konci 13. století především Giotto (asi 1267–1337), považovaný za nejvýznamnější osobnost malířské protorenesance.

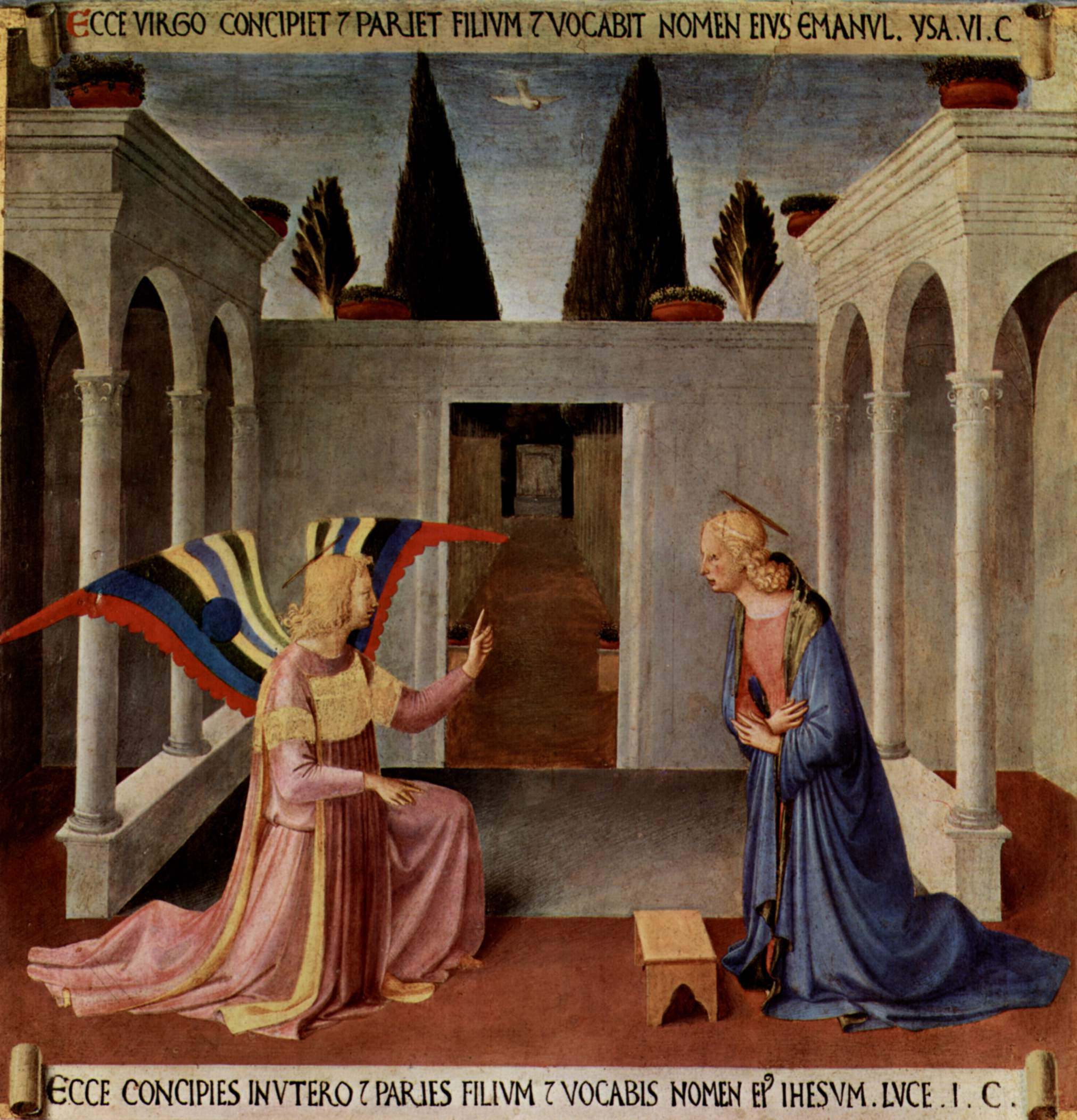
Fra Angelico využíval gotických prvků, ale současně pracoval s renesančním perspektivně vyjádřeným prostorem, jako zde na fresce Zvěstování (1438–1450)

V 15. století se postavení malířů v mnoha ohledech změnilo. Své umělecké úsilí často napínali i do jiných oblastí jako sochařství nebo architektura, předpokládalo se, že budou soutěžit s ostatními malíři (dokonce i u návrhu na splnění stejné zakázky) a z postavení pouhých řemeslníků byli vyzdviženi na úroveň myslitelů a filosofů. Kromě toho pokračovaly snahy o co nejrealističtější napodobení přírody. Významným přelomem, kterým se renesanční umění začalo odlišovat od starších epoch, bylo využívání lineární perspektivy. Nauku o proporčnosti a perspektivě poprvé malířům objasnil ve svých Třech knihách o malířství (1436) všestranný myslitel Leon Battista Alberti (1404–1472). Na severu Itálie patřil k prvním významným malířům, kteří se programu přizpůsobili, Pisanello (před 1395 – 1455). Začátek quattrocenta však zplodil mnoho výrazných tvůrců a Giorgio Vasari jej označil za druhý stupeň obrody umění, po Giottovi. Schopností využívat perspektivu, individualizovat duševní hnutí postav a komponovat obraz či fresku jako dramatický příběh se zakladatelem a inspirátorem další renesanční malby stal Masaccio (1401–1428). Současně s ním působil například Fra Angelico (1395–1455), lyrický malíř, který dokázal spojit ideály mezinárodní gotiky s konceptem perspektivy a dalšími novátorskými idejemi renesance.
Druhá polovina 15. století a počátek 16. století pak znamenaly vrchol malířské renesance, kdy vedle sebe působily nejvýznamnější osobnosti celé epochy. Pro florentské patrony i papeže tvořil Sandro Botticelli (1445–1510), který je známý zejména svými mytologickými výjevy (například Zrození Venuše), v nichž zachytil ficinovskou novoplatónskou ideu lásky. Leonardo da Vinci (1452–1519) vynikal již od mládí a stal se autorem proslulých děl jako Madona ve skalách nebo Mona Lisa. Otázky perspektivy byly již vyřešeny, a tak se věnoval novým uměleckým problémům, především pohybu. Aby uspěl, zkoumal ve svých náčrtcích mimo jiné uspořádání a fungování svalstva. Na rozdíl od některých svých vrstevníků, kteří vycházeli ze sochařství a jeho póz, se Leonardo pokoušel o zachycení okamžiku pohybu, jenž bude mít přirozené pokračování. V první řadě sochařem byl Michelangelo Buonarroti (1475–1564). Když jej však papež Julius II. v roce 1505 povolal do Říma, aby pro něj vytvořil náhrobek, zadal mu posléze také práci na freskách na stropě Sixtinské kaple, jež se staly jedním z Michelangelových nejobdivovanějších děl. Raffael Santi (1483–1520), poslední z velikánů přelomu století, dokázal ve svých portrétech vyobrazit niterné pocity, současně však proslul jako autor rozsáhlých fresek ve Svatopetrském chrámu, obzvláště známou se stala Athénská škola. Tizian (asi 1488/90–1576) je pak považován za autora, který renesanční ideály již překročil. Za protobarokní lze označit jak jeho dynamickou, živoucí kompozici, tak naprosté opuštění linií, jež jsou nahrazeny nezřetelností obrysů a rozvolněním barevných přechodů.

### Renesanční sochařství

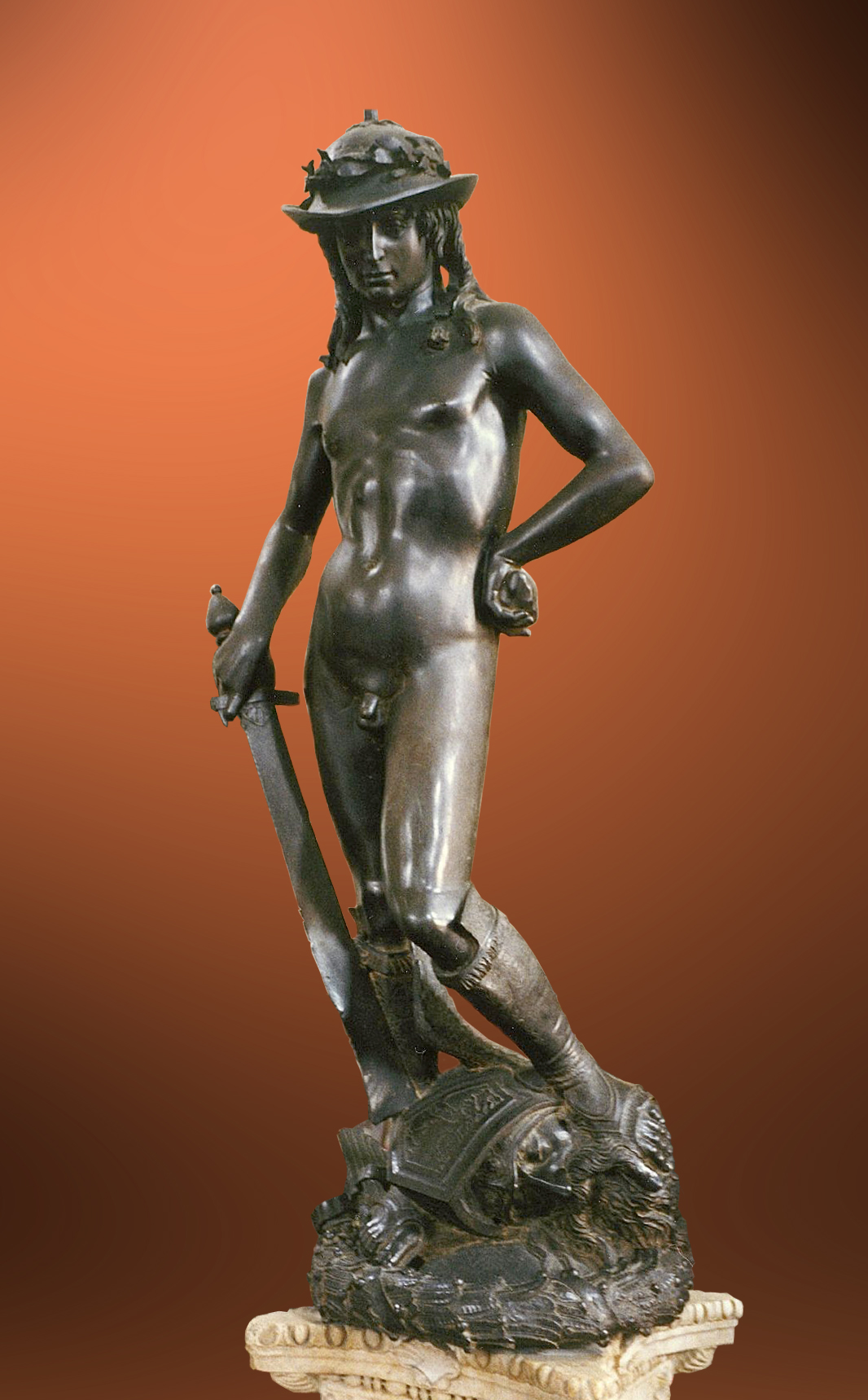
Donatellův David (asi 40. léta 15. století) byl prvním samostatně stojícím sochařským aktem

Principy renesančního sochařství poprvé využil Niccolò Pisano (asi 1206–1276) při vytváření kazatelny v baptisteriu v Pise (1260), později i na dalších místech. Dalším přelomovým dílem byly dveře do baptisteria sv. Jana ve Florencii, které Lorenzo Ghiberti (1378–1455) postupně navrhoval a odléval na počátku 15. století. V průběhu renesance začali být umělci postupně schopni vytvářet nejen reliéfy, ale také samostatně stojící sochy. Skulptury se osamostatňovaly od architektonických prvků, zejména od niky, do níž bývaly dříve umisťovány; začaly se objevovat také sochy, které neměly za úkol zpodobňovat konkrétní osobu, událost či ideu. Pod osvobození soch z vazeb na architekturu se podepsal především Donatello, jehož David (40. léta 15. století) byl prvním samostatně stojícím aktem.
Fascinace starověkým sochařstvím vedla renesanční šlechtice, učence a církevní hodnostáře k tomu, aby skulptury a jejich fragmenty sbírali a zkoumali, často ve zvláštních místnostech k tomu určených („studiolo“). Papež Julius II. od roku 1503 shromažďoval antickou produkci ve vatikánském Cortile del Belvidere (belvedérském dvoře) – soubor soch dále podněcoval návštěvníky ke sběratelství a inspiroval dobovou produkci. Klíčovou roli v recepci antiky sehrála především socha Apollón Belvederský, nalezená v roce 1489, a sousoší Láokoón a jeho synové, objevené v roce 1506. Antické práce byly nejen napodobovány, ale přímo kopírovány – Pier Jacopo Alari Bonacolsi přezdívaný L'Antico (asi 1460–1528) vynalezl odlévání při zachování formy a vytvářel zmenšené bronzové kopie starověkých originálů. Nové metody odlévaní z bronzu umožnily také rozšíření drobných výrobků – odlitků ještěrek, žab, pařátovitých stojanů lamp a dalších drobných bronzů.
Patrně nejvýraznější osobou pozdějších fází renesančního sochařství byl Michelangelo. Svou sochou Davida, dokončenou v roce 1504, vyjádřil heroickou tělesnost a započal éru kolosálních skulptur. Jiným monumentálním Michelangelovým dílem byly skulpturami ozdobené hrobky Medicejských, které byly konstruovány v letech 1520 až 1534.

### Renesanční architektura
Předvojem renesanční architektury byla Florencie, kde v 15. století došlo k obnovení zájmu o klasické antické stavitelství. Nejednalo se však o pouhý přenos starověkých tradic – z antických předloh si stavitelé kriticky vybírali pouze ty prvky, které odpovídaly jejich představám o klasickém stavitelství a bylo možné je kombinovat se středověkými stavebními technikami a možnostmi vlastních inovací. Antické prvky se propojovaly s podněty z protorenesance a 14. století. Čteno byl především Deset knih o architektuře římského stavitele Vitruvia – dílo bylo sice ve středověku známé, ale teprve na počátku 15. století vstoupilo do hlavního proudu. Revoluční pojetí poprvé přinesl Filippo Brunelleschi (1377–1446), když navrhl pro florentský dóm Santa Maria del Fiore kupoli značných rozměrů se samonosnou konstrukcí. Přitom spolupracoval se dvěma z nejzdatnějších dobových sochařů, Donatellem a Nannim di Banco. K pozdějším významným architektům patřil Donato Bramante (1444–1514) a Michelangelo Buonarroti (1475–1564). Oba jmenovaní působili v Římě, kde se církev snažila o vyjádření své světské moci nápodobou monumentality antických staveb a kde vznikla například Sixtinská kaple a od začátku 16. století se budovala Bazilika svatého Petra.

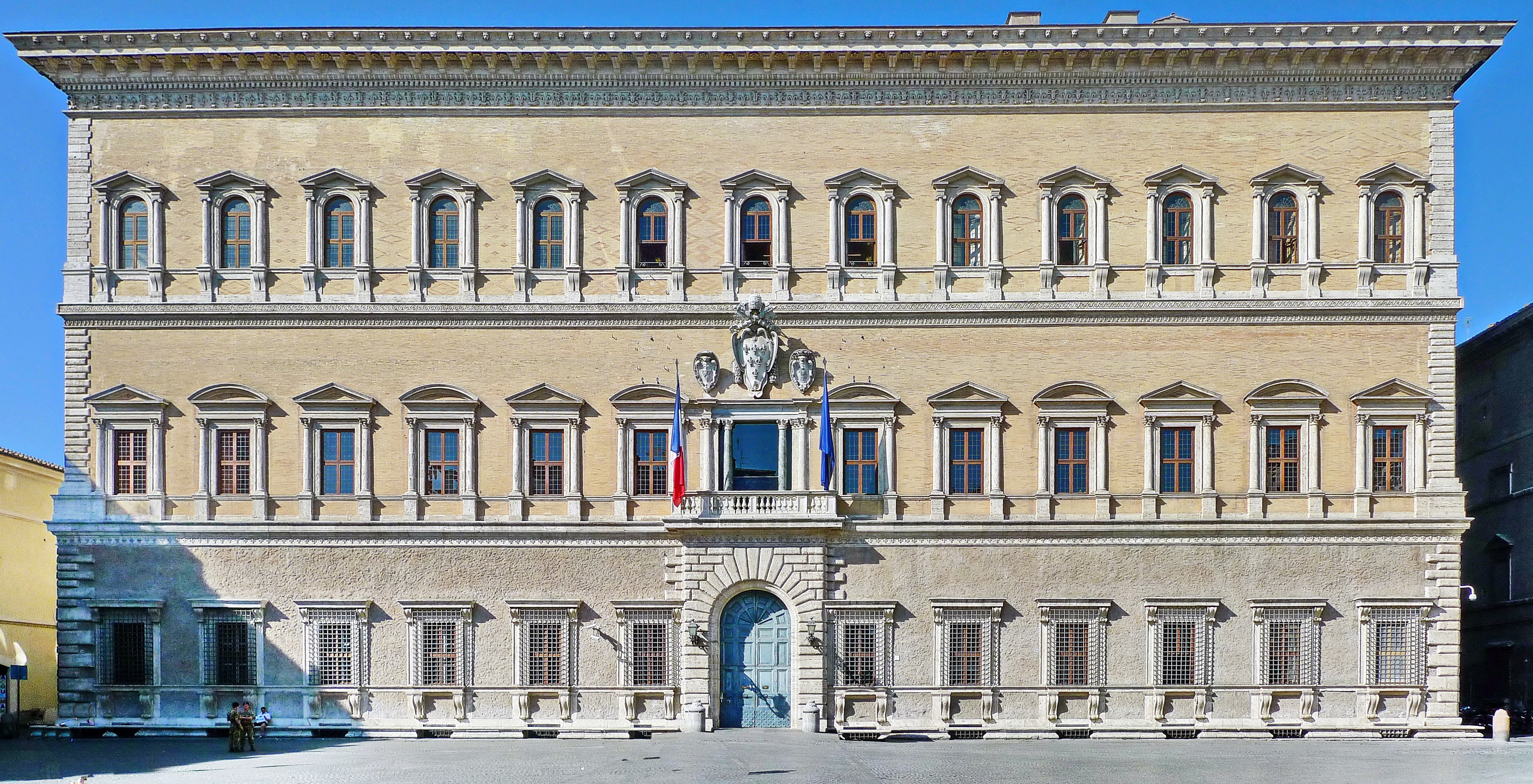
Palác Farnese, římský vrcholně renesanční palác budovaný v letech 1514–1589

Zatímco v Itálii bylo stavitelství nejrevolučnější renesanční oblastí, v jiných zemích, kam sloh pronikl, často ještě dlouho vyrůstaly konzervativní gotické stavby – příkladem může být radnice ve vlámské Lovani (dnešní Belgie). Renesanční stavitelství se různilo podle oblastí a tradic, a to i v samotné Itálii – zatímco v toskánských městech byl důraz kladen na čistotu a jednoduchost, v Lombardii preferovali zadavatelé zakázek ornamentálnost. Architektura nebyla v renesanci chápána jako samostatný obor (Brunelleschi se například vyučil zlatníkem) a stavitelé vystupovali více jako řemeslníci než jako umělci. Prakticky stála architektura na rozhraní mezi přírodní vědou (vzhledem k nutnosti pracovat s mechanickými zákony), sochařstvím (vzhledem k práci s kamenem) a humanismem (vzhledem k nutnosti orientovat se v klasickém slovníku).

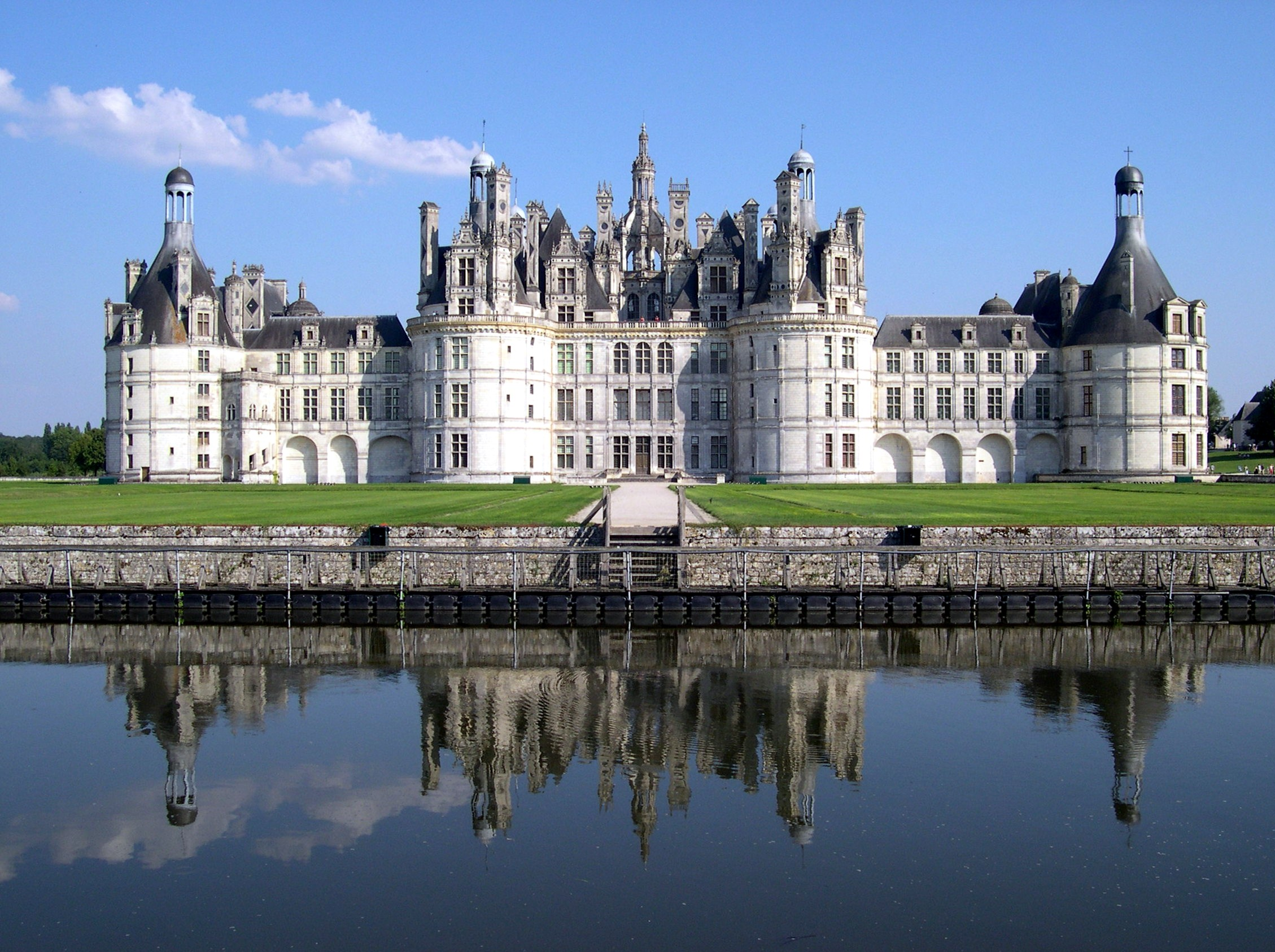
Chambord, jeden z renesančních zámků na Loiře, vystavěn v letech 1519–1547

U renesančních staveb se hojně uplatňovala klasická řádová architektura, sloupořadí, klenba a kupole, schodiště se stalo samostatným architektonickým prvkem. Vznikl též nový druh výzdoby fasády zvaný sgrafito. Hromadění majetku v soukromých rukou vedlo k výstavbě městských paláců a městských i předměstských vil – život patriciů se z veřejných míst přenesl do uzavřených vnitřních nádvoří, sálů a odlehlých zahrad. Ovládnutí urbanistického plánování ze strany městských samospráv či despotů současně vedlo k navrhování celých nových čtvrtí podle představ o Nebeském Jeruzalémě pocházejících ze středověku. Kromě církevních budov a obytných staveb se renesanční rozkvět podepsal také na vojenském stavitelství a technických stavbách. Opevnění byla od počátku renesance upravována v návaznosti na rozvoj válečných technologií, zejména artilerie – hradby byly doplňovány o bastiony, které dělostřelectvu dokázaly lépe čelit a bylo z nich možné ze strany pálit na útočníky u hradeb. Mezi renesanční technické stavby patří například vodní mlýn ve Slupi, novomlýnská vodárenská věž nebo vodárenská věž v Jičíně.

### Renesanční literatura
Renesanční literatura navazuje na středověkou v uznávání antické tvorby jakožto závazných vzorů, které je nutné studovat a napodobovat. Písemnictví v renesanci nicméně pod heslem „ad fontes“ (k pramenům) začalo vycházet z důkladnějšího studia starověkých pramenů – texty byly filologicky analyzovány, byly čteny řecké originály (nikoliv překlady do latiny) a některá ztracená či opomíjená díla významných autorů vstoupila opět do obecného povědomí. K velkým objevům patřilo například nalezení některých Ciceronových řečí, nalezeny byly i neznámé Plautovy komedie, Lucretiův epos O přírodě a jiné texty.

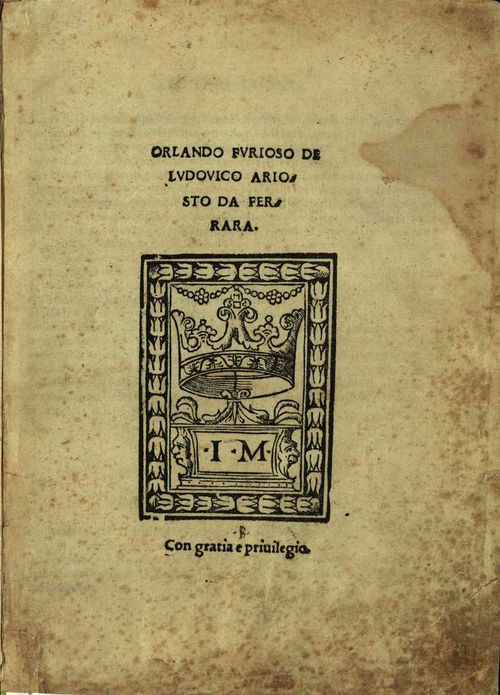
Titulní strana prvního vydání Zuřivého Rolanda (1516), rytířského eposu Ludovica Ariosta

Renesance přinesla také silnější důraz na teoretické uvažování o literatuře a pokusy o stanovení všeobecně platných konceptů. Renesanční literární kritika vyžadovala od psaných děl „dekorum“ (vznešenost formy odpovídající obsahu), velkolepost (vysoký, monumentální styl a námět), půvab (líbeznost a elegance vyžadovaná u děl středního a nižšího stylu), rozmanitost (schopnost autorů pracovat s rozličnými jazykovými i motivickými variantami) a podobnost (ve smyslu nápodoby ducha klasických antických děl). Kromě toho požadovala kritika u veršovaných děl bezchybnost metra a až geometrický řád v kompozici.
K významným italským renesančním autorům patřil ve 14. století Giovanni Boccaccio (1313–1375), autor Dekameronu (1353), a básník Francesco Petrarca (1304–1374). 15. století je v Itálii popisováno jako „století bez poezie“, vzhledem k tomu, že učenci dávali před italštinou přednost latině a produktivní byli spíše ve filosofické a úvahové sféře. K velkým tvůrcům a šiřitelům nových idejí patřili Marsilio Ficino (1433–1499), Leon Battista Alberti (1404–1472), Leonardo da Vinci (1452–1519) a mnozí další humanisté. Z 16. století pak tradici humanistického bádání rozšířil svými politickými úvahami Niccolò Machiavelli (1469–1527), pisatel příručky Vladař (tiskem 1532). K velkým jménům se v tomto období zařadil rovněž epický básník Ludovico Ariosto (1474–1533), známý svým dílem Zuřivý Roland (první verze 1516).
Ve Francii se renesanční písemnictví rozvíjelo později. V oblasti básnictví vynikl zejména Pierra de Ronsard (1524–1585) a básnická skupina Plejáda, mezi autory prózy má nejvýznamnější pozici François Rabelais (1483/1494–1553), autor rozsáhlého parodického románu Gargantua a Pantagruel (1532–1564). Zakladatelem a nejoblíbenějším tvůrcem žánru eseje se stal Michel de Montaigne (1533–1592). Anglická renesance je spojena s osobností Thomase Morea (1478–1535), autora Utopie (1516), básníkem Edmundem Spenserem (1552/53–1599). Závěr anglické renesance je spojen s fenoménem alžbětinského divadla, pro které psali tvůrcové jako Thomas Kyd (1558–1594), Christopher Marlowe (1564–1593), a především William Shakespeare (1564–1616), k jehož nejslavnějším tragédiím patří Romeo a Julie (1595), Hamlet (1604) či Král Lear (1606).
Německé renesanční písemnictví bylo značně ovlivněno šířením náboženské reformace, k významným dílům patří tvorba Martina Luthera (1483–1546). Populární však byly také lidové a erotické frašky Hanse Sachse (1494–1576). Erasmus Rotterdamský (1466–1536), pisatel Chvály bláznivosti (1511), byl původem z Nizozemska, jeho vliv však dalece překročil hranice země. Ve Španělsku je prvním velkým renesančním dílem hra Celestina (1499), oblíbené byly také rytířské romány jako Amadís Waleský (první dochovaný výtisk 1508). Na sklonku renesance psal Miguel de Cervantes y Saavedra (1547–1616), autor Dona Quijota (1605, 1615), jenž je často popisován jako první moderní román. Na poli dramatu uzavírá renesanční období Lope de Vega (1562–1635), který již vnášel do her prvky označované za barokní.

## Renesanční filosofie

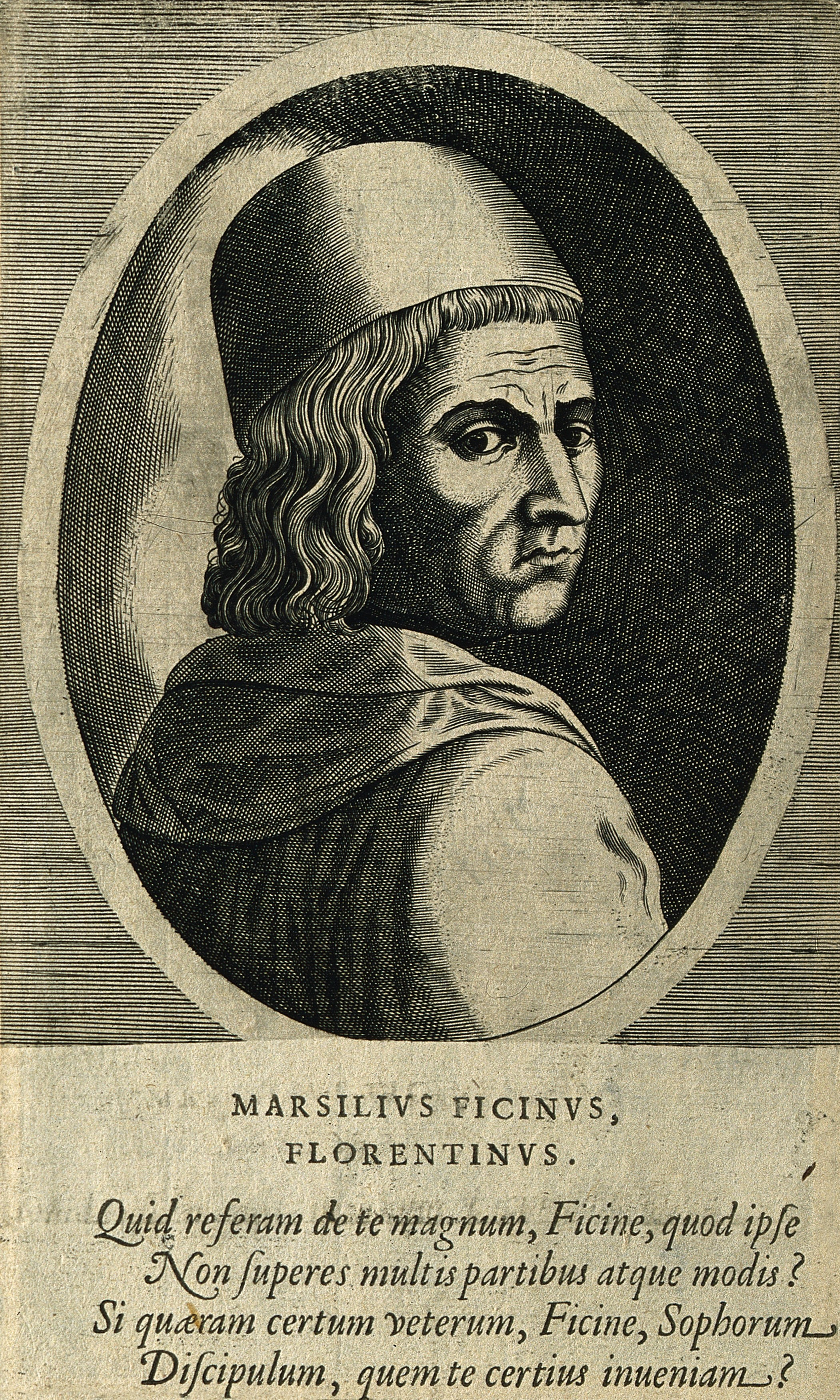
Marsilio Ficino, jeden z nejvýznamnějších platoniků 15. století, podle Galleho vyobrazení z roku 1572

Přestože renesanční humanismus značně oslabil vliv Aristotela, nebyl tento filosof, jenž měl pro středověké myšlení zcela určující vliv, zcela zavržen. Aristotelismus scholastického typu přežíval na univerzitách (až do 17. století byl hlavní náplní univerzitní výuky filosofie) a někteří z humanistů se Aristotela pokusili uchopit odlišným způsobem, s důrazem na etiku a politickou filosofii. Leonardo Bruni (1370–1444) nově přeložil Aristotelovy texty do latiny. Aldus Manutius (1449–1515) vydal v letech 1495–1498 dochované spisy v řeckém originále a konstantinopolští uprchlíci v dalších letech dodali dosud neznámé nebo málo známé texty. K významným renesančním aristotelikům patřil Pietro Pomponazzi (1462–1525), který rozvíjel Aristotelovo pojetí duše, a Jacopo Zaberella (1532–1589). Někteří z myslitelů se hlásili k averroismu, formě aristotelského učení rozvinuté arabským filosofem Ibn Rušdem (latinsky Averroes).

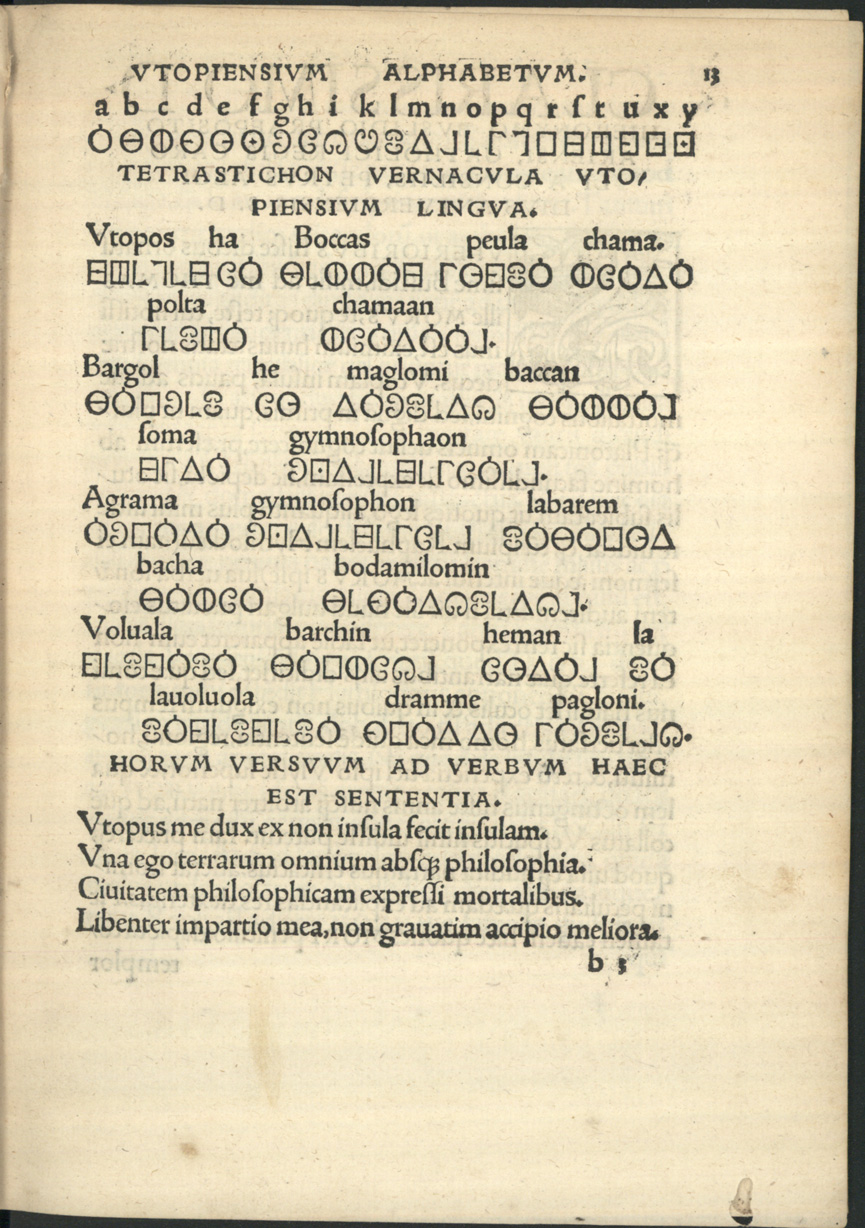
Utopická abeceda z knihy Utopie (1516) Thomase Morea, výtisk z roku 1518

Na pozici středobodu filosofické inspirace však v renesanci Aristotela nahradil Platón. Velkou roli ve změně sehráli byzantští učenci, kteří v průběhu 15. století přijížděli do Itálie, po dobytí Konstantinopole v roce 1453 obvykle natrvalo. K významným byzantským platonikům patřili Georgios Gemistos Pléthón (asi 1355–1452) nebo jeho žák Basilius Bessarion (1403–1472). V Itálii obhajovali tito teologové Platónovu nadřazenost, přičemž hlavním argumentem byla Platónova nauka o nesmrtelnosti duše a další údajně křesťanské prvky v jeho učení. Renesanční humanisté se k Platónovi, platonismu a novoplatonismu skutečně přiklonili, ve Florencii byla založena Platónská akademie a významní filosofové Platónovo dílo dále rozpracovávali. Nejvýznamněji se pod rozvoj renesančního platonismu podepsali Marsilio Ficino (1433–1499), autor obsáhlých komentářů k Platónovým dialogům, Mikuláš Kusánský (1401–1464) či Giovanni Pico della Mirandola (1463–1494). Novoplatónské motivy (různé úrovně bytí, očišťování od tělesnosti, návrat k duchovnímu prapočátku) se v křesťanském platonismu pojily s důrazem na výstup duše k Bohu.
Významnou roli hrál hermetismus, tedy tradice údajně staroegyptská a pro své stáří mimořádně vážená. Vycházela z náboženských, mystických, filosofických a okultních děl, která řeckou filosofii měly propojovat s egyptskými a blízkovýchodními představami vycházejícími z dob, kdy byla moudrost lidstva ještě nezkažená a původní. K významným hermetickým památkám patřila Smaragdová deska, soubor alchymistických textů přisuzovaných Hermu Trismegistovi. Jiný hermetický korpus přeložil Marsilio Ficino jakožto Pimander. Existovala představa, že „dávná teologie“ (prisca theologia) pochází od egyptského Herma, který žil v Mojžíšových dobách, a přes Orfea, Pythagora a Filolaa nalezla vyvrcholení v Platónovi.
Renesanční přírodní filosofie vystupovala převážně proti aristotelismu. Nauku o bytí jako spojení hmoty a formy (hylomorfismus) nahradil Bernardino Telesio (1509–1588), zakladatel italské školy přírodní filosofie, představou o hmotě přetvářené působením principu tepla a chladu. Na něj pak navázal Francesco Patrizzi (1529–1597) se svou představou „prastaré moudrosti“ (prisca sapientia), kombinací platonismu, novoplatonismu a hermetismu, a Tommaso Campanella (1568–1639), který pracoval s panpsychismem. Známý je také Giordano Bruno (1548–1600), který uvažoval o světové duši a tvrdil, že existuje pouze jediná substance, jež je současně Bůh, příroda a universium. Jeho koncepce nekonečného vesmíru, která teologicky vychází z nekonečnosti Boha, je pak někdy romantizujícím způsobem chápána jako předzvěst moderního pohledu na svět.
V oblasti sociální a politické filosofie vznikala díla jak utopická, tak realistická. Označení utopických textů pochází z nejslavnější práce tohoto typu, Utopie (1516) anglického myslitele Thomase Morea (1478–1535), který popsal vzor smyšleného společenského uspořádání, ctnostného a šťastného. Naopak Niccolò Machiavelli je typickou ukázkou pragmatičtějšího pohledu. Ve svém Vladaři (1513) nabídl praktické rady k vládnutí a udržení moci, a v Rozpravách o deseti knihách Tita Livia (1521) uvažoval o obecnějších, neměnných zásadách lidské přirozenosti, které neustále vedou k vzestupům a pádům vládců a říší.